# Franz Liszt

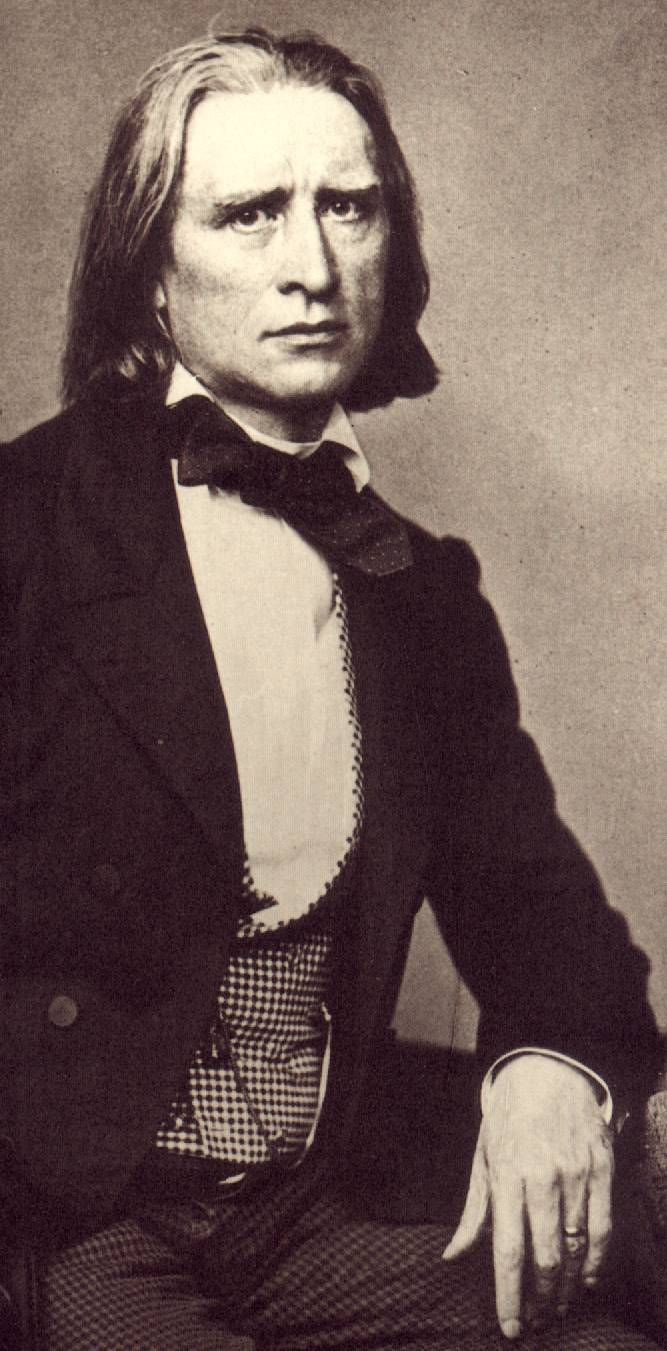
Franz Liszt mit 46 Jahren,
Fotografie von Franz Hanfstaengl

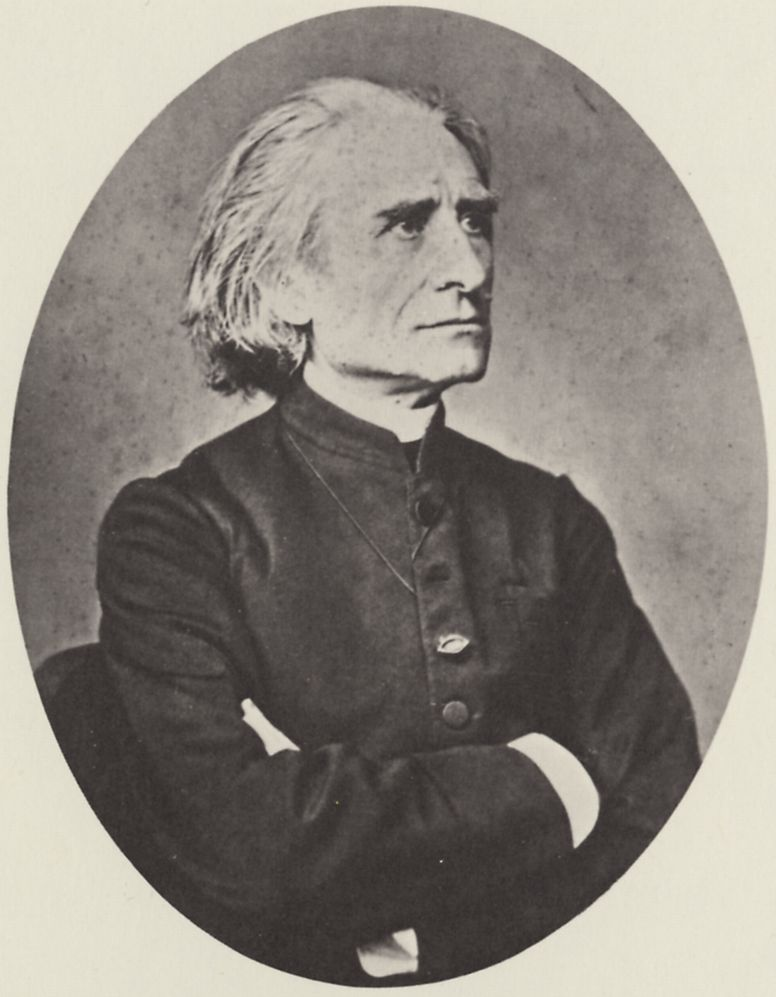
Franz Liszt, Fotografie von Joseph Albert nach 1865

Franz Liszt [list] (ungarisch Liszt Ferencz; geboren am 22. Oktober 1811 in Raiding, Komitat Ödenburg, Kaisertum Österreich; gestorben am 31. Juli 1886 in Bayreuth, Königreich Bayern, Deutsches Reich) war ein österreichisch-ungarischer Komponist, Pianist, Dirigent, Theaterleiter, Musiklehrer und Schriftsteller mit deutscher Muttersprache.
Liszt war ein prominenter und einflussreicher Klaviervirtuose und mit einem Œuvre von über 1300 Werken und Bearbeitungen zugleich einer der produktivsten Komponisten des 19. Jahrhunderts. Ein großer Teil seines Gesamtwerkes ist der Klavierliteratur zuzuordnen. Liszt gab mit der Entwicklung der Sinfonischen Dichtung auch in der orchestralen Musik deutliche Impulse. Sein Konzept der Programmmusik und die Verwendung neuartiger harmonischer und formaler Mittel machten ihn – neben Richard Wagner – zum bekanntesten Protagonisten der Neudeutschen Schule.
Er war Mitbegründer des Allgemeinen Deutschen Musikvereins. 1859 wurde er als Ritter von Liszt in den österreichischen erblichen Ritterstand erhoben. Im Alter von 54 Jahren empfing er in Rom die niederen Weihen und trug fortan den Titel Abbé.

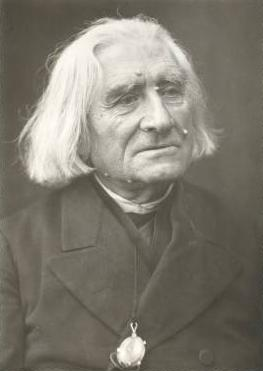
Franz Liszt im hohen Alter (1884), Fotografie von Louis Held

## Leben

### Herkunft und Elternhaus

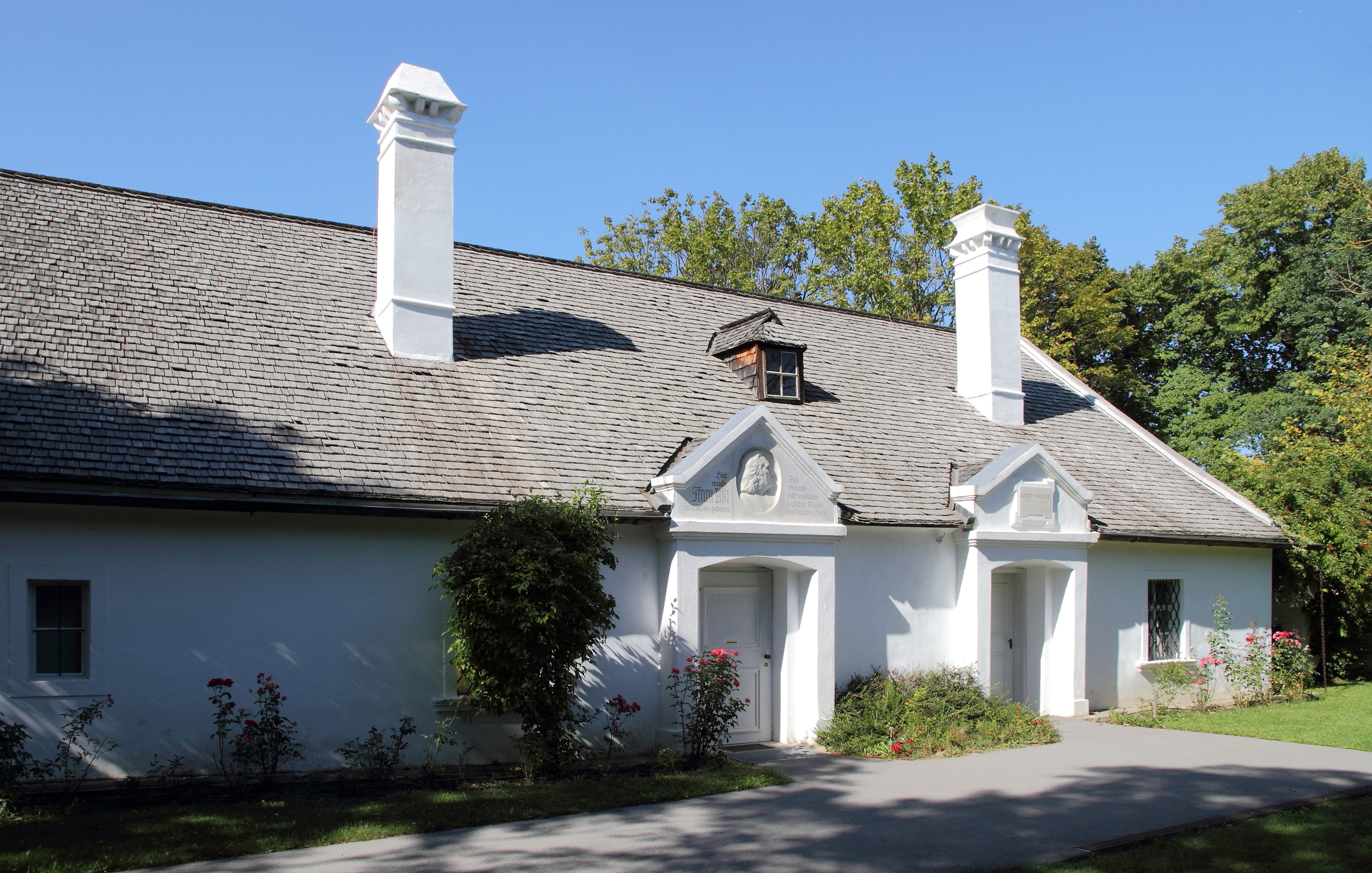
Geburtshaus von Franz Liszt in Raiding

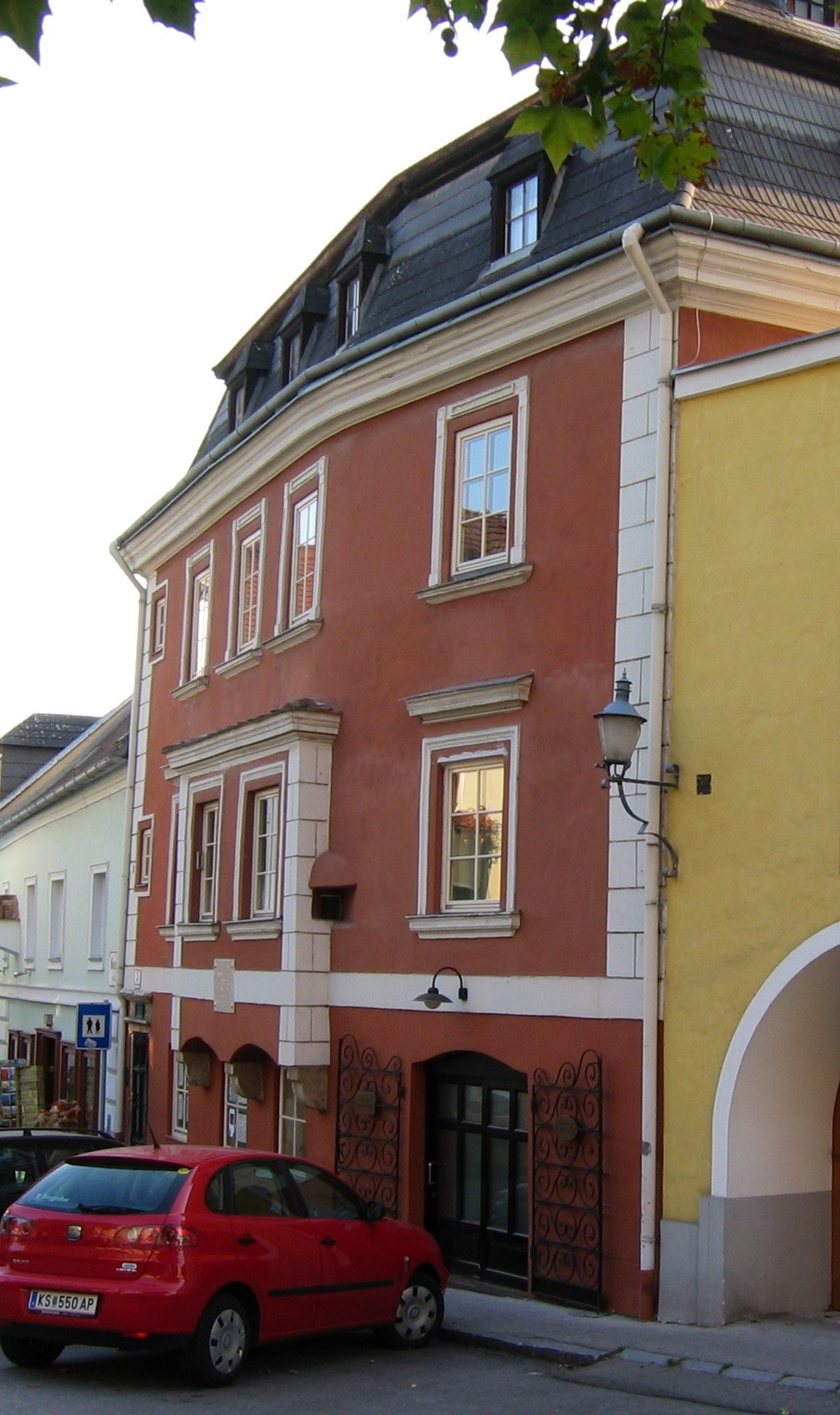
Geburtshaus von Liszts Mutter in Krems

Franz Liszt war der einzige Sohn aus der zweiten Ehe des in Westungarn – im heutigen österreichischen Bundesland Burgenland – geborenen Adam List (1776–1827) (dessen Name sowohl als List wie auch als Liszt verzeichnet wurde), Verwaltungsbeamter und Musiklehrer in Diensten des Fürsten Nikolaus II. Esterházy, und seiner Frau Maria Anna, geborene Lager (1788–1866), einer in Wien bei Katharina von Kurzbeck als Stubenmädchen tätigen Bäckerstochter aus Krems an der Donau. Adam List spielte schon als Jugendlicher Cello im Sommerorchester des Fürsten Esterházy und trat nach einem abgebrochenen Theologie- und Philosophiestudium in die Verwaltungsdienste des Fürsten ein. Nebenbei spielte er weiterhin als Cellist im Orchester in Eisenstadt/Kismarton, das bis 1804 von Joseph Haydn und danach bis 1811 von Johann Nepomuk Hummel geleitet wurde.
Im Jahr 1808 wurde Adam List nach Raiding versetzt, das damals zum Königreich Ungarn innerhalb des Kaisertums Österreich gehörte und erst 1921 als Bestandteil des Burgenlandes zur Republik Österreich kam. Wenig später lernte er Anna Lager kennen, die im Januar 1811 seine zweite Frau wurde. Am 22. Oktober 1811 wurde der gemeinsame Sohn Franz geboren. Aufgrund der häuslichen Situation war seine Muttersprache Deutsch, in westlichen Randgebieten Ungarns (Deutsch-Westungarn) damals nichts Außergewöhnliches. So fanden Publikationen ungarischer wie deutscher „Gesinnung“ Handhabe, seine Erfolge für die eigene Nation zu reklamieren, zum Beispiel auf deutscher Seite: „der weltberühmte Klaviervirtuose, der von deutschen Eltern herstammend zufällig in Ungarn das Licht der Welt erblickte“.
Zu Beginn der 1820er Jahre begannen Liszt und seine Eltern Französisch zu lernen, das schon bald die bevorzugte Sprache Liszts wurde, in der er auch zumeist korrespondierte. Er sah später Frankreich als sein „Vaterland“ an. Erst in den 1870er Jahren lernte Franz Liszt Ungarisch.

### Entwicklung zum Wunderkind
Nach eigenen Angaben aus späterer Zeit hatte Liszt sich im Alter von sieben Jahren das Notenschreiben „allein angelernt“ und nach Angaben seines Vaters vor seinem neunten Jahr bereits „ziemlich viele Bögen mit Noten gekritzelt“. Im Oktober 1820 trat Liszt als Neunjähriger in einem Konzert bei Baron von Braun in Ödenburg/Sopron mit dem Vortrag eines Klavierkonzerts in Es-Dur von Ferdinand Ries und einer eigenen Improvisation erstmals öffentlich auf. Am 26. November 1820 gab er in Preßburg sein erstes eigenes Konzert. In der Kaiserlich-Königlichen privilegierten städtischen Pressburger Zeitung vom 28. November 1820 erschien darauf der folgende Bericht:

„Verflossenen Sonntag, am 26. dieses Monats, dieses in der Mittagsstunde, hatte der neunjährige Virtuose Franz Liszt, die Ehre, sich vor einer zahlreichen Versammlung des hiesigen hohen Adels und mehrerer Kunstfreunde, in der Wohnung des hochgeborenen Herrn Grafen Michael Eszterházy, auf dem Clavier zu produciren. Die außerordentliche Fertigkeit dieses Künstlers, so wie auch dessen schneller Überblick im Lösen der schwersten Stücke, indem er alles, was man ihm vorlegte, vom Blatt wegspielte, erregte allgemeine Bewunderung, und berechtigt zu den herrlichsten Erwartungen.“

Adam List, der das außergewöhnliche Talent seines Sohnes mehr und mehr erkannte, setzte nun alles daran, seinen Sohn zu „formen“, und wurde – ähnlich wie Leopold Mozart – ein gestrenger Musik-Erzieher. Die frühe Fixierung Liszts auf eine Karriere als Pianist führte zu Mängeln in seiner Allgemeinbildung, die er erst später durch Selbststudium ausgleichen konnte. Um seinem Sohn eine künstlerische Ausbildung in Wien zu finanzieren, verkaufte Adam List Vermögensgegenstände. Zudem nahm er unbezahlten Urlaub. Nachdem der Fürst ihm 200 Gulden für die Ausbildung des Jungen gegeben hatte, reiste Adam List am 8. Mai 1822 mit Frau und Sohn nach Wien. Dort wurde Franz von Carl Czerny im Klavierspiel und seit August 1822 von Antonio Salieri in Komposition unterrichtet.
Schon bald nach seiner Ankunft in Wien trat Liszt in privaten Kreisen auf. Am 1. Dezember 1822 spielte er im Landständischen Saal Hummels Klavierkonzert in a-Moll auf sowie eine Improvisation über eine Arie aus Rossinis Oper Zelmira und das Allegretto aus Beethovens 7. Sinfonie. Am 13. April 1823 gab er im kleinen Redoutensaal jenes Konzert, an dessen Ende er nach der Legende einen Weihekuss Beethovens erhalten haben soll. Es kann aber heute als sicher gelten, dass Beethoven in dem Konzert nicht anwesend war. In einer Rezension der Wiener Allgemeinen Musikalischen Zeitung wurde er bei Berücksichtigung seines Alters gelobt, wenn man auch noch einen Mangel an physischer Kraft bemerkte.
Nach dem vergeblichen Versuch, eine Verlängerung seines Urlaubs um zwei weitere Jahre zu erwirken, kündigte Adam List seine Anstellung beim Fürsten Esterházy. Die Familie reiste nach Ungarn, wo Franz Liszt in Pest im Mai 1823 erste Konzerte gab. Anschließend reisten sie zurück nach Wien, wo Liszt noch für einige Monate Unterricht bei Czerny und Salieri erhielt.

Franz Liszt 1824, Lithographie nach
einer Zeichnung von A. X. Leprince

### Der Umzug nach Paris
Am 20. September 1823 verließ die Familie Liszt Wien, um nach Paris zu reisen, wo Franz (mit einem Empfehlungsschreiben des Fürsten Metternich) am Konservatorium studieren sollte. Nach Zwischenaufenthalten mit Konzerten in München, Augsburg, Stuttgart und Straßburg traf die Familie am 11. Dezember 1823 in Paris ein. Der Direktor des Konservatoriums, Luigi Cherubini, lehnte die Aufnahme Liszts jedoch ab, weil das Konservatorium nur Franzosen vorbehalten war. So übernahm sein Vater die weitere Klavier-Ausbildung und war ein strenger Lehrer.
Daneben erhielt er Kompositionsunterricht bei Ferdinando Paër und Antonín Reicha. Nach privaten Auftritten in höchsten Gesellschaftskreisen und Konzerten im Italienischen Theater von Paris stieg Liszt als „petit Litz“ rasch zu einer Berühmtheit auf. Er wurde in Rezensionen zum wiedergeborenen Mozart ernannt.
In den Jahren 1824 bis 1827 bereiste der „Wunderknabe“ mit seinem Vater mehrmals England, gab unter anderem Konzerte auf Windsor Castle und wurde dort als „Master Liszt“ bejubelt. Zusammen mit seinem Vater bereiste er auch die französische Provinz und die Schweiz.
Aus Briefen Adam Liszts geht hervor, dass sein Sohn bereits in früher Jugendzeit Klavierwerke, darunter Sonaten und Konzerte, sowie Werke in kammermusikalischen Gattungen und Werke für Gesang komponierte. Fast alle dieser Kompositionen sind verschollen, so dass ein Urteil insoweit nicht möglich ist.
Die ersten veröffentlichten Klavierwerke des Wunderkindes sind Etüden, Variationen von eigenen Themen und Themen von Diabelli, Rossini und Gaspare Spontini, sowie seine erste Oper Don Sanche ou Le château d’amour, die Liszt mit Hilfestellung seines Lehrers Paër komponierte und die am 17. Oktober 1825 unter der Leitung von Rodolphe Kreutzer in Paris zur Uraufführung kam. Die Oper wurde aber schon bald vom Spielplan gestrichen. Auch mit seinen ersten Klavierwerken hatte der junge Liszt keinen Erfolg und geriet bald in eine erste Lebenskrise, wie seine Tagebucheintragungen im Sommer 1827 zeigen. Als sein Vater auf einer Konzertreise in England erkrankte, suchten beide Erholung in Boulogne-sur-Mer. Dort starb Adam Liszt am 28. August 1827 im Alter von 50 Jahren. Für seinen fünfzehnjährigen Sohn bedeutete dies einen Einschnitt, da sein bisheriges Leben vom Ehrgeiz, der ständigen Präsenz und der Dominanz seines strengen Vaters gekennzeichnet war.

### Auf eigenen Füßen in Paris (1827–1834)

#### Lebenskrise

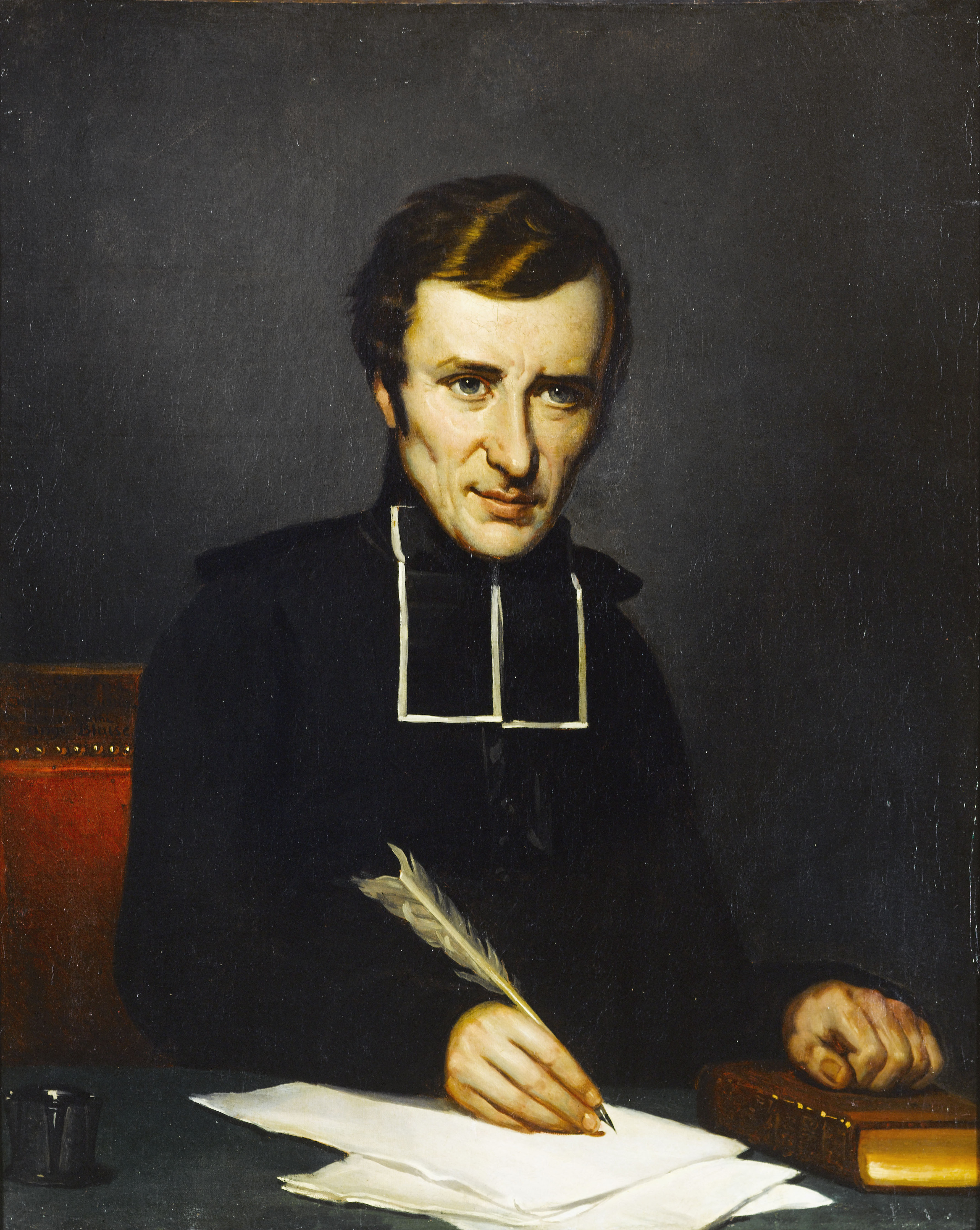
Abbé Félicité de Lamennais inspirierte Liszt. Porträt von L. D. Lancôme

Franz Liszt kehrte psychisch verstört nach Paris zurück, wo er zusammen mit seiner Mutter eine kleine Wohnung bezog, zuerst in der Rue Montholon und später in der Rue de Provence. Er nahm jetzt nur noch gelegentlich an Konzerten anderer Künstler teil und war zwei Jahre lang als Pianist nicht mehr aktiv.
Um für sich und seine Mutter den Lebensunterhalt zu bestreiten, gab Liszt nun Unterricht in Klavierspiel und Komposition. Dabei lernte er Caroline de Saint-Criq kennen. Sie war die Tochter des französischen Innenministers, der dann wegen des großen Standesunterschiedes eine Fortsetzung der Beziehung untersagt haben soll. Der Siebzehnjährige wurde immer depressiver, zog sich völlig zurück und vertiefte sich in die Lektüre von religiösen Schriften, zeitgenössischer Belletristik (Chateaubriand und Byron) und philosophischen Schriften, um seine Bildung zu verbessern, denn er hatte bisher nur eine kurze Volksschulbildung absolviert. Er begeisterte sich für unterschiedliche geistige und politische Strömungen der Zeit und knüpfte Kontakt zu Intellektuellen und Schriftstellern in Paris, u. a. Victor Hugo, Honoré de Balzac, Heinrich Heine, Alexandre Dumas, George Sand und Théophile Gautier. Im Einklang mit vielen anderen Künstlern engagierte Liszt sich auch für die Lehre der Saint-Simonisten, die in der Art eines frühen Sozialismus die Gesellschaft reformieren wollten. Großen Einfluss auf Liszt übte auch der Abbé Félicité de Lamennais aus, dessen Buch Paroles d’un croyant Liszt mit Begeisterung las. Er besuchte ihn in seiner Kolonie La Chênaie („Der Eichenwald“) in der Bretagne, einige Monate später auch in England. Liszt führte dort intensive Diskussionen über religiöse und soziale Fragen. Er erwog, Priester zu werden, und schrieb seinen Essay „Über zukünftige Kirchenmusik“. Andererseits entwickelte der junge Liszt ein exzentrisches Verhältnis zu Frauen, sehr zum Leidwesen seiner Mutter.

#### Musikalische Einflüsse
Bis zum Ende des Jahres 1831 wurde Liszt mit Frédéric Chopin, Niccolò Paganini, Gioachino Rossini, Vincenzo Bellini, Giacomo Meyerbeer, Hector Berlioz und Felix Mendelssohn Bartholdy bekannt. Bei einem Vergleich mit diesen Künstlern muss ihm bewusst geworden sein, dass er in seiner eigenen Entwicklung weit zurückgeblieben war. Aus der Sicht Mendelssohns war er der dilettantischste aller Dilettanten. Chopin erwähnte Liszt 1831 in einem Brief an seinen Jugendfreund Tytus Woyciechowski:

„Du wirst nicht glauben, wie sehr ich an Herz, Liszt, Hiller usw. interessiert war, die sind alle eine Null gegen Kalkbrenner.“

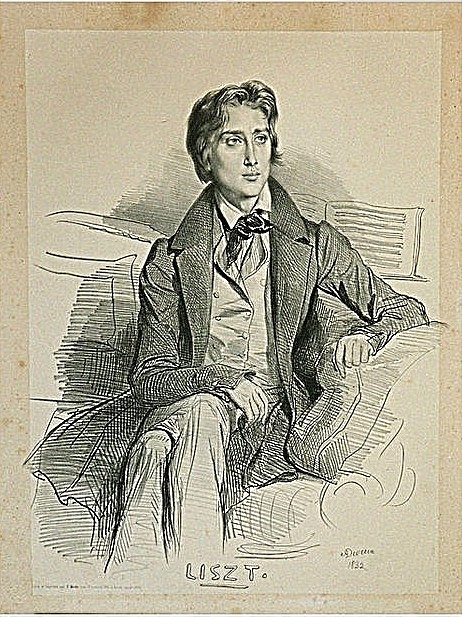
Franz Liszt 1832, Lithografie von Devéria

Nach dem Besuch einiger Vorlesungen von François-Joseph Fétis über die Philosophie der Musik (Liszt war sehr beeindruckt und korrespondierte mit Fétis) und einem Aufruf der Saint-Simonisten, alle Künstler mögen sich mit ihrer Kunst künftig für gesellschaftsreformerische Ideale einsetzen und bessere Musik machen als Beethoven und Rossini, wandte sich Liszt im Frühjahr 1832 wieder der Musik zu. Nach dem Besuch eines Wohltätigkeitskonzertes von Paganini zugunsten der Opfer einer in Paris grassierenden Cholera-Epidemie offenbarte er in einem Brief vom 2. Mai 1832 an Pierre Wolff in Genf seine neue Musikbegeisterung:

„Seit 14 Tagen arbeiten mein Geist und meine Finger wie zwei verdammte, – Homer, die Bibel, Platon, Locke, Byron, Hugo, Lamartine, Chateaubriand, Beethoven, Bach, Hummel, Mozart, Weber sind alle um mich herum. Ich studiere sie, betrachte sie, verschlinge sie mit Feuereifer; überdies übe ich 4 bis 5 Stunden (Terzen, Sexten, Oktaven, Tremolos, Repetitionen, Kadenzen etc. etc.) Ach! Sollte ich nicht verrückt werden, wirst du einen Künstler in mir wiederfinden!“

Liszt beteiligte sich nun auch wieder am öffentlichen Konzertleben. Im Sommer 1832 hielt er sich als Gast einer Familie Reiset in Ecoutebœuf in der Nähe von Rouen auf. Dort entstand eine noch unvollständige erste Version seiner Clochette-Fantasie. op. 2, einer Fantasie über das Thema des Rondo-Finales von Paganinis zweitem Violinkonzert. Die Fertigstellung der Fantasie zog sich für einige Zeit hin. Als Liszt am 5. November 1834 die Fantasie in einem Konzert von Berlioz spielte, war dies ein katastrophaler Misserfolg. Das Fiasko wurde als neuer Beweis dafür gesehen, dass Liszt zum Komponieren vollständig unfähig sei.
Bis zum Frühjahr 1835 komponierte Liszt noch weitere Werke, die jedoch von Zeitgenossen als „unverständliche Ausgeburten einer fantastischen Exzentrizität“ bezeichnet wurden und später von Liszt in seinem Werkkatalog zumeist nicht berücksichtigt worden sind. Hierzu gehört auch ein Klavierauszug der Symphonie fantastique von Hector Berlioz, bei deren erfolgreicher erster Aufführung am 5. Dezember 1830 Liszt anwesend gewesen war. Mit Berlioz entwickelte sich eine innige Freundschaft; so wurde Liszt im Oktober 1833 Trauzeuge, als Berlioz die englische Schauspielerin Harriet Smithson heiratete.

#### Marie d’Agoult

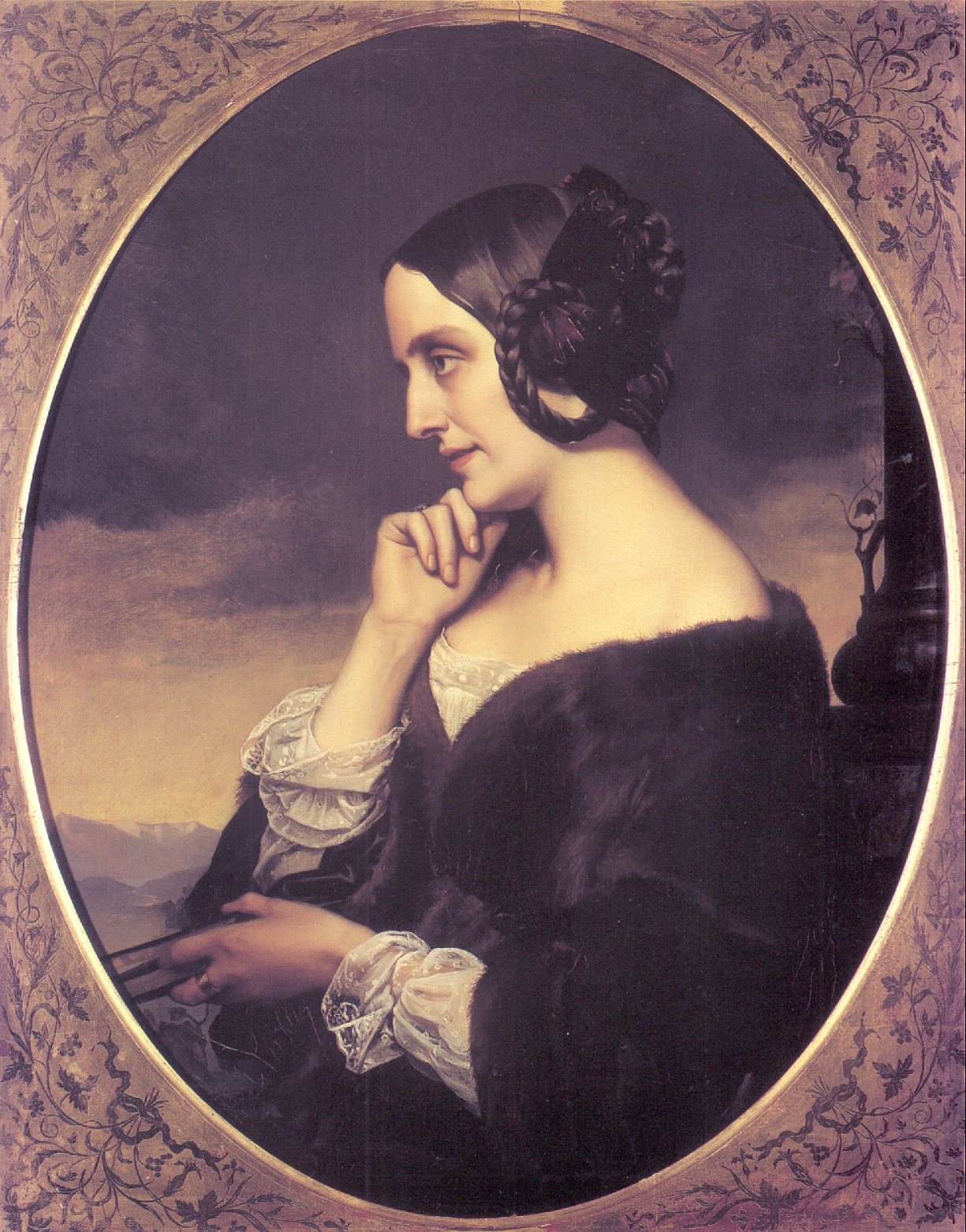
Marie d’Agoult 1843, Ölgemälde von Henri Lehmann

Zu den wichtigsten Aspekten von Liszts Biografie gehört seine Beziehung mit der sechs Jahre älteren Gräfin Marie d’Agoult (1805–1876). Sie stammte als geborene Flavigny aus dem französischen Hochadel und war seit 1827 mit Charles d’Agoult verheiratet, mit dem sie zwei Töchter hatte. In der Ehe kriselte es, Marie dachte an Selbstmord und zog sich im Winter 1831 für Monate in ein Sanatorium nach Genf zurück. Nachdem sie Ende 1832 nach Paris zurückgekehrt war, war sie bemüht, sich wieder in den üblichen gesellschaftlichen Verkehr einzufinden, und besuchte Ende Dezember unter anderem die Familie des Grafen Apponyi und die Herzogin von Rauzan. In diesen Kreisen verkehrte auch Liszt, der für die Herzogin von Rauzan in einer leidenschaftlichen Schwärmerei entflammt war. Wenngleich das Datum unsicher bleibt, mag Marie d’Agoult auch der Marquise le Vayer einen Besuch abgestattet haben und lernte dort den jungen Pianisten kennen.
Als Liszts neuestes Werk war soeben seine Bearbeitung von Franz Schuberts Lied Die Rose nach einem Gedicht von Friedrich Schlegel erschienen. Es ist bekannt, dass Liszt sich mit dem Schicksal dieser „Rose“ identifizierte. In leicht verständlichen Metaphern wird geschildert, wie ein lyrisches Ich, die im Titel genannte „Rose“, mit naiver Freundlichkeit einer Dame begegnet. Das lyrische Ich wird dann von der Dame verführt, worauf es zugrunde geht.
Seit dem Beginn des Jahres 1833 lud Marie d’Agoult Liszt immer häufiger zu Besuchen ein. Es entwickelte sich eine starke Affinität zweier Menschen, die bisher unglücklich gewesen waren. Zwei Problembereiche kristallisierten sich dabei heraus, die in der Beziehung zu starken Konflikten führten.
1. Dabei ging es einerseits um widersprüchliche Elemente der künstlerischen Persönlichkeit von Liszt. Er schwärmte mit Worten von einem Leben in der Einsamkeit, wo er unsterbliche, nur für einen kleinen Kreis Gleichgesinnter bestimmte Meisterwerke komponieren wollte. Nach dem Maßstab seines praktischen Tuns wurde er allerdings mit unwiderstehlicher Gewalt von Kreisen der Gesellschaft angezogen. Bei seinen Auftritten als Pianist war er mit zum Teil exzentrischem Gebaren darum bemüht, von einem Publikum, das er – wie er sagte – verachtete, um jeden Preis Applaus zu erhalten. Auf diesen Aspekt seines Künstlertums legte Marie d’Agoult keinen Wert; er sollte sich vielmehr als Komponist bewähren.
2. Ein zweiter Problembereich waren die vielen Beziehungen Liszts zu anderen Frauen, die ihn häufig bedrängten. Im Sommer 1834 kam es zu einer ersten Eskalation, als Marie d’Agoult in Liszts Abwesenheit einige seiner alten Briefe fand. Nach einer komplizierten Entwicklung mit Stillständen und Krisen zeigte sich im Frühjahr 1835, dass Marie d’Agoult schwanger war. Sie entschloss sich, ihren Ehemann zu verlassen und mit Liszt zusammenzuleben. Gemeinsam mit dem Abbé de Lamennais unternahm Liszt einen vergeblichen Versuch, sie von ihrem Entschluss abzubringen. Sie verließ Paris am 28. Mai und reiste nach Basel, wenige Tage später folgte Liszt ihr nach. Über verschiedene Stationen in der Schweiz ließ sich das Liebespaar im Frühjahr 1835 in Genf nieder, wo sie eine Wohnung in der Rue Tabazan bezogen. Am 19. August wurde Maries Ehe mit Charles geschieden, am 18. Dezember wurde ihre Tochter Blandine geboren (sie wurde später die Frau von Émile Ollivier, der für kurze Zeit Ministerpräsident Frankreichs war). Blandine hätte nach zeitgenössischem Rechtsverständnis als Tochter Charles d’Agoults gegolten. Um dies zu verhindern, wählte Marie d’Agoult bei der Anmeldung Blandines bei den Genfer Behörden für sich selbst den Namen „Catherine-Adelaide Méran“.

### Wanderjahre (1835–1843)

#### Liszt in der Schweiz
Schon bald nach seiner Ankunft in Genf wurde Liszt von gesellschaftlichen Verpflichtungen in Anspruch genommen und nahm als ehrenamtlicher Klavierprofessor an Sitzungen des Direktoriums und am Unterrichtsbetrieb des in dieser Zeit gegründeten Genfer Konservatoriums teil. Nachdem am 14. August sein Schüler Hermann Cohen aus Paris eingetroffen war, wurde aus dem ursprünglich vorgesehenen Zusammenleben mit Marie d’Agoult ein quasi familiäres Zusammenleben zu dritt. Liszt gab in Genf einige Konzerte, fand Zeit zum Komponieren (erste Schubert-Transkription) und verfasste zudem sechs programmatische Artikel Zur Stellung der Künstler, in denen er erstmals den bildungspolitischen Anspruch der Kunst für die Gesellschaft formulierte.
In Genf stellten sich bald finanzielle Probleme ein, denn mit Rücksicht auf seine Beziehung mit Marie d’Agoult konnte er keine Konzertreisen unternehmen; und von seinen ambitionierten Werken war ein Geldgewinn kaum zu erwarten. Zur Lösung seines Problems komponierte er Bearbeitungen populärer Melodien – z. B. den Walzer op. 6, eine Fantasie op. 7 über Melodien aus Bellinis Oper I Puritani sowie zwei Fantasien op. 8 über Melodien aus Rossinis Soirées musicales – obwohl er diese Arbeitsweise zuvor in einer Artikelserie in der Gazette musicale heftig kritisiert hatte. Ein Brief an Ferdinand Hiller vom November 1835 zeigt, dass Liszt den Widerspruch zwischen den in seiner Artikelserie formulierten Idealen und seinen aktuellen Werken selbst erkannte und mit entschuldigenden Worten ankündigte, bis zum Frühjahr 1837 Werke von „dauerhafter Gültigkeit“ komponieren zu wollen.
Im September 1836 erhielten Liszt und Marie d’Agoult einen Besuch George Sands mit ihren Kindern. Nach einem gemeinsamen Aufenthalt in Chamonix verließen sie am 13. Oktober Genf und kehrten über Dijon nach Paris zurück. Liszt lebte dort vorerst allein, Marie wohnte bei George Sand und begann dort mit ihren ersten schriftstellerischen Arbeiten.

#### Konfrontation mit Thalberg

Sigismund Thalberg 1836

Im Winter 1835/36 debütierte Sigismund Thalberg bei einem Auftritt am 16. November in einem Privatkonzert des österreichischen Gesandtschaftssekretärs Rudolph Apponyi in Paris. Er wurde von den anwesenden Künstlern, darunter Rossini und Giacomo Meyerbeer, mit Begeisterung begrüßt und als Erfinder eines neuartigen Klavierstils gerühmt. Nach weiteren Auftritten verbreiteten sich Gerüchte, wonach Thalberg ein pianistisches non plus ultra sei. Sein erstes öffentliches Debüt am 24. Januar 1836 in einem Konservatoriumskonzert, bei dem er seine Grande Fantaisie op. 22 spielte, wurde von Hector Berlioz in der Revue et Gazette musicale enthusiastisch rezensiert. Während Liszt in Lyon mit seinen Konzerten einen Ertrag von etwa 500–600 Francs erzielte, nahm Thalberg mit einem einzigen Konzert im Italienischen Theater einen Betrag von 10.000 Francs ein. Es kam ein von Thalberg schon bis dahin erworbenes enormes künstlerisches Ansehen hinzu. In einem Bericht in Le Ménestrel vom 13. März 1836 hieß es hierzu:

„Moscheles, Kalkbrenner, Chopin, Liszt und Herz sind für mich große Künstler und werden es auch immer bleiben; aber Thalberg ist der Erfinder einer neuartigen Kunst, die ich mit nichts vergleichen kann, was vor ihm existierte. Thalberg ist nicht bloß der führende Pianist der Welt, er ist zugleich ein äußerst hervorragender Komponist.“

Als Liszt am 13. Mai in Paris eintraf, um sich mit Thalberg zu messen, war dieser bereits über Brüssel nach London abgereist. Bevor Thalberg Anfang Februar 1837 zu seinem zweiten Aufenthalt in Paris erschien, veröffentlichte Liszt in der Revue et Gazette musicale vom 8. Januar 1837 eine von Anzüglichkeiten und polemischen Ausfällen durchzogene Rezension, in der er Thalbergs Grande Fantaisie op. 22 sowie die beiden Capricen op. 15 und op. 19 in Grund und Boden verriss. Nach der Darstellung Liszts war der Erfolg Thalbergs ausschließlich durch Propaganda zustande gekommen. Die Redaktion hat sich in einer Anmerkung zu Beginn des Artikels davon distanziert. Liszts Verhalten löste eine Welle der allgemeinen Empörung aus.
Thalberg trat ab Februar 1837 in Paris wieder auf und wurde abermals gefeiert.
Am 31. März waren beide Künstler bei einer Wohltätigkeitsveranstaltung der Fürstin Belgiojoso zu hören. Aus der Auseinandersetzung mit Liszt ging Thalberg eher als der Sieger hervor.
Nachdem im Frühjahr 1837 die künstlerische Auseinandersetzung Liszts mit Thalberg schon abgeschlossen und Thalberg über Brüssel nach London gereist war, folgte noch eine mit Beiträgen in der Revue et Gazette musicale ausgetragene Debatte zwischen Liszt und François-Joseph Fétis, dem Direktor des Brüsseler Konservatoriums. In einem Artikel MM. Thalberg et Liszt in der Nummer vom 23. April 1837 kam Fétis zu dem Urteil:

„Sie sind ein großer Künstler, Ihr Talent ist immens, und Ihre Fähigkeit, alle Arten von Schwierigkeiten zu überwinden, unvergleichlich […] Sie sind Abkömmling einer Schule, die abgeschlossen ist und nichts mehr zu beschicken hat, aber nicht Repräsentant einer neuen Schule. Dieser Mann ist Thalberg: Sie sehen, dies ist der ganze Unterschied zwischen Ihnen beiden.“

In einer Antwort in der Revue et Gazette musicale vom 14. Mai 1837 reagierte Liszt mit neuer Polemik und sprach Fétis jede Kompetenz zur Beurteilung von Klaviermusik ab. Im Gesamtergebnis hatte Liszt sich mit seinen Attacken gegen Thalberg nur Feinde gemacht.
Bei seinen nachfolgenden Aufenthalten in Paris nahm Liszts Erfolg als Pianist und Komponist allerdings zu. Bis in die Mitte der 1840er Jahre hinein wurde er dann in ganz Europa als vorbildlicher Virtuose und als einer der erfolgreichsten Klavierkomponisten seiner Zeit angesehen.

#### Liszt in Italien

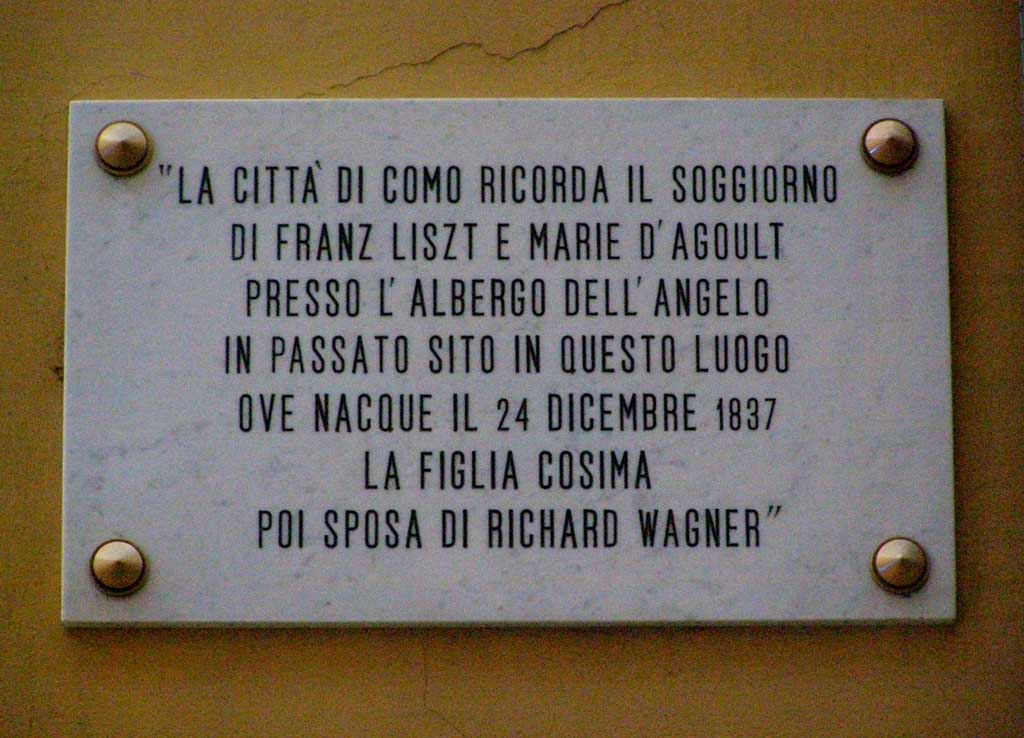
Gedenktafel zur Erinnerung an den Aufenthalt von Franz Liszt und Marie d’Agoult am Comer See

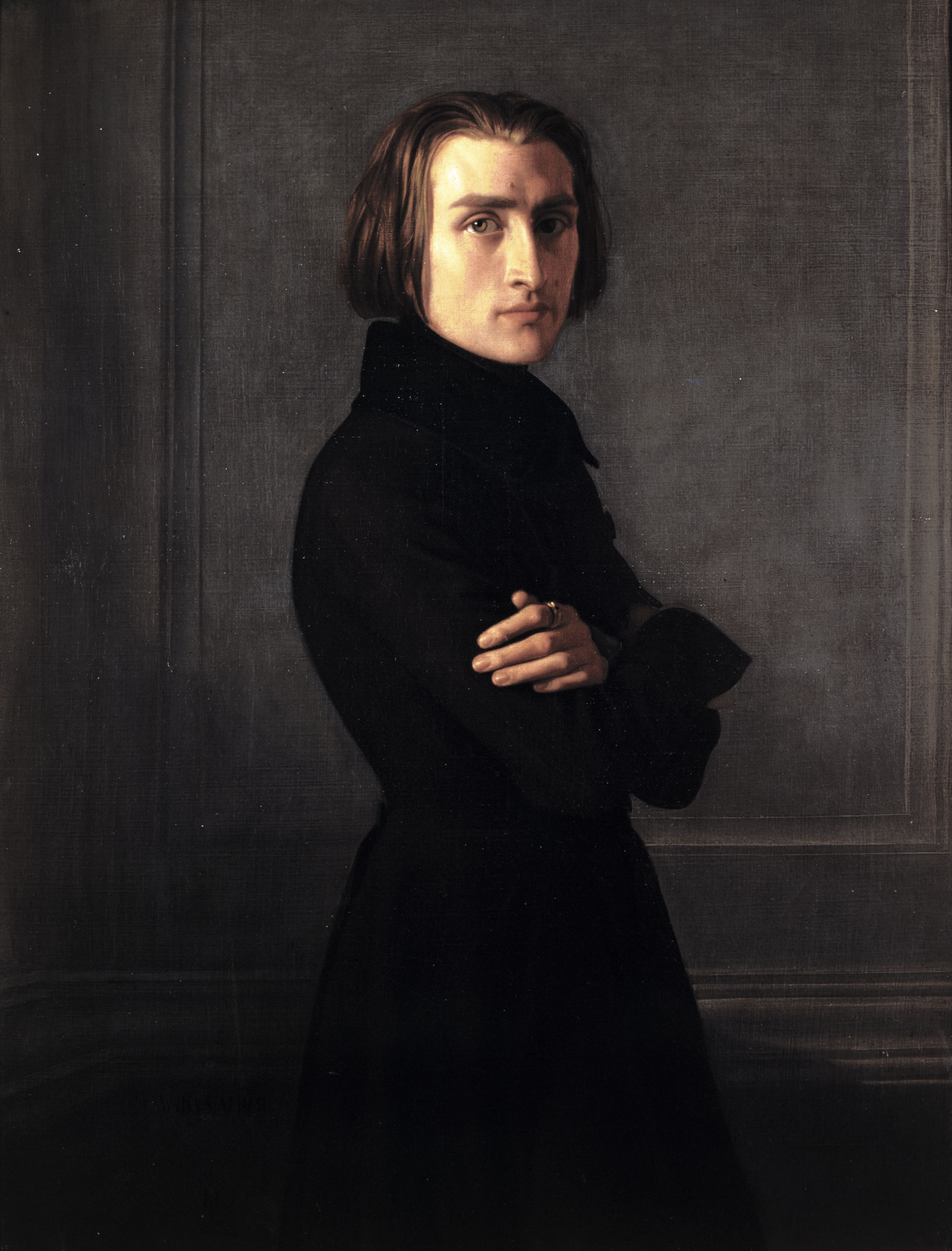
Franz Liszt 1839, Porträt von
Henri Lehmann

Nach dem Ende der Pariser Konzertsaison folgte ein erneuter Aufenthalt bei George Sand in Nohant und in Lyon, wo Liszt ein Wohltätigkeitskonzert gab und das Klavierstück Lyon komponierte. Anschließend reiste Liszt mit Marie über Genf nach Italien; ihre kleine Tochter Blandine blieb in der Obhut eines Pastors Demelleyer in Genf. Sie trafen am 14. August 1837 am Lago Maggiore ein. Nach Aufenthalt in Como und Mailand (wo Liszt Gioachino Rossini begegnete) ließen sie sich seit dem 6. September in Bellagio am Comer See nieder. Anfang November 1837 kehrten sie nach Como zurück, wo am 24. Dezember ihre zweite Tochter Cosima (die spätere Ehefrau von Richard Wagner) geboren wurde.
Insgesamt blieben Liszt und Marie d’Agoult etwa zwei Jahre in Italien. Sie gewannen tiefe Eindrücke der italienischen Kultur, Kunst und Literatur. In Bellagio begann Liszt wieder zu komponieren. Es entstanden u. a. die Alben op. 10 bis op. 12.
Im März 1838 reisten Liszt und Marie d’Agoult nach Venedig. Sehr spontan fasste Liszt dort Anfang April 1838 den Entschluss, zugunsten der Opfer einer Hochwasserkatastrophe in Ungarn Konzerte in Wien zu geben. Obwohl er nur zwei Wochen für Wien eingeplant hatte, kehrte er – nach großartigen Erfolgen – erst nach zwei Monaten nach Venedig zu Marie d’Agoult zurück. In dieser Phase gab es den ersten Riss in der Beziehung, denn einerseits hatte sich Liszt mit Damen in Wien eingelassen, andererseits begann Marie eine Liebesbeziehung mit dem Grafen Emilio Malazzoni.
Nach einer Aussöhnung nahmen sie Wohnsitz in Lugano. Liszt gab Konzerte in Mailand, Florenz, Bologna und Pisa. Von Januar bis Juni 1839 lebten sie in Rom. Liszt gab auch hier zahlreiche Konzerte in Adelskreisen. Am 9. Mai 1839 gebar Marie als drittes Kind ihren Sohn Daniel. Danach folgten noch Aufenthalte in Lucca und San Rossore sowie im Oktober 1839 kürzere Aufenthalte in Pisa und Florenz. In der Zeit von Liszts Aufenthalt in Italien hatte sein Rivale Thalberg weite Teile Europas bereist und wurde allseits in Superlativen gerühmt. Einkünfte von sensationeller Höhe kamen noch hinzu. Liszt, der hiervon erfuhr, sah im Sommer 1839 die Karriere Thalbergs respektvoll an. Nach einer Notiz in Marie d’Agoults Tagebuch war Liszt damit zufrieden, wenigstens als „der Zweite“ oder als „Teil des Ersten“ zu gelten.
Insbesondere aus finanziellen Gründen einigten sich Liszt und Marie darauf, sich zu trennen, damit Liszt als reisender Virtuose Konzerte geben konnte. Nach eineinhalb Jahren wollte man dann zusammen nach Italien zurückkehren und sich dort niederlassen. Er würde dann Opern und andere Werke in repräsentativen Gattungen komponieren. So trennten sich ihre Wege im Oktober 1839: Marie kehrte nach Paris zurück, Franz reiste zu Konzerten nach Wien, Preßburg und Pest. Seit seiner Kindheit war er somit erstmals wieder in Ungarn und wurde am 4. Januar im Theater von Pest wie ein heimgekehrter Nationalheld begrüßt, wobei ihm von den ungarischen Magnaten ein Ehrensäbel überreicht wurde. In einem weiteren Konzert in Pest trat Liszt erstmals als Dirigent auf.

#### Rastlos durch Europa
Die folgenden Jahre, in denen Liszt Geld für den Unterhalt seiner „Familie“ verdienen wollte, sind gekennzeichnet von Erfolgen und Misserfolgen als Künstler sowie von Höhen und Tiefen als Mensch. In der Zeit hatte er zahlreiche Aufenthalte, Erfolge und Misserfolge und Affären. Konzertreisen führten ihn durch ganz Europa. Große Erfolge hatte er als Virtuose beispielsweise in Prag (März 1840), in Dresden und Leipzig (Frühjahr 1840, dabei Begegnung mit Robert Schumann und Felix Mendelssohn Bartholdy), in Hamburg (Oktober 1840), in Belgien (Februar/März 1841), in Weimar und Berlin (Winter 1841/42), in Sankt Petersburg (April 1842, dabei Begegnung mit Michail Glinka), in Ostpreußen und im Baltikum (Frühjahr 1842). Im Frühjahr 1843 dirigierte Liszt in Breslau erstmals eine Oper (Mozarts Zauberflöte), danach gab er Konzerte in Iași (Frühjahr 1847) und reiste von dort weiter nach Russland. Im Herbst war er in München und auf der Hohenzollernburg Hechingen, wo er zum Hofrat ernannt wurde. In Hamburg erlebte auch der Schriftsteller Hans Christian Andersen den Virtuosen und gab seinen Eindruck in seinem Buch Eines Dichters Basar wieder.

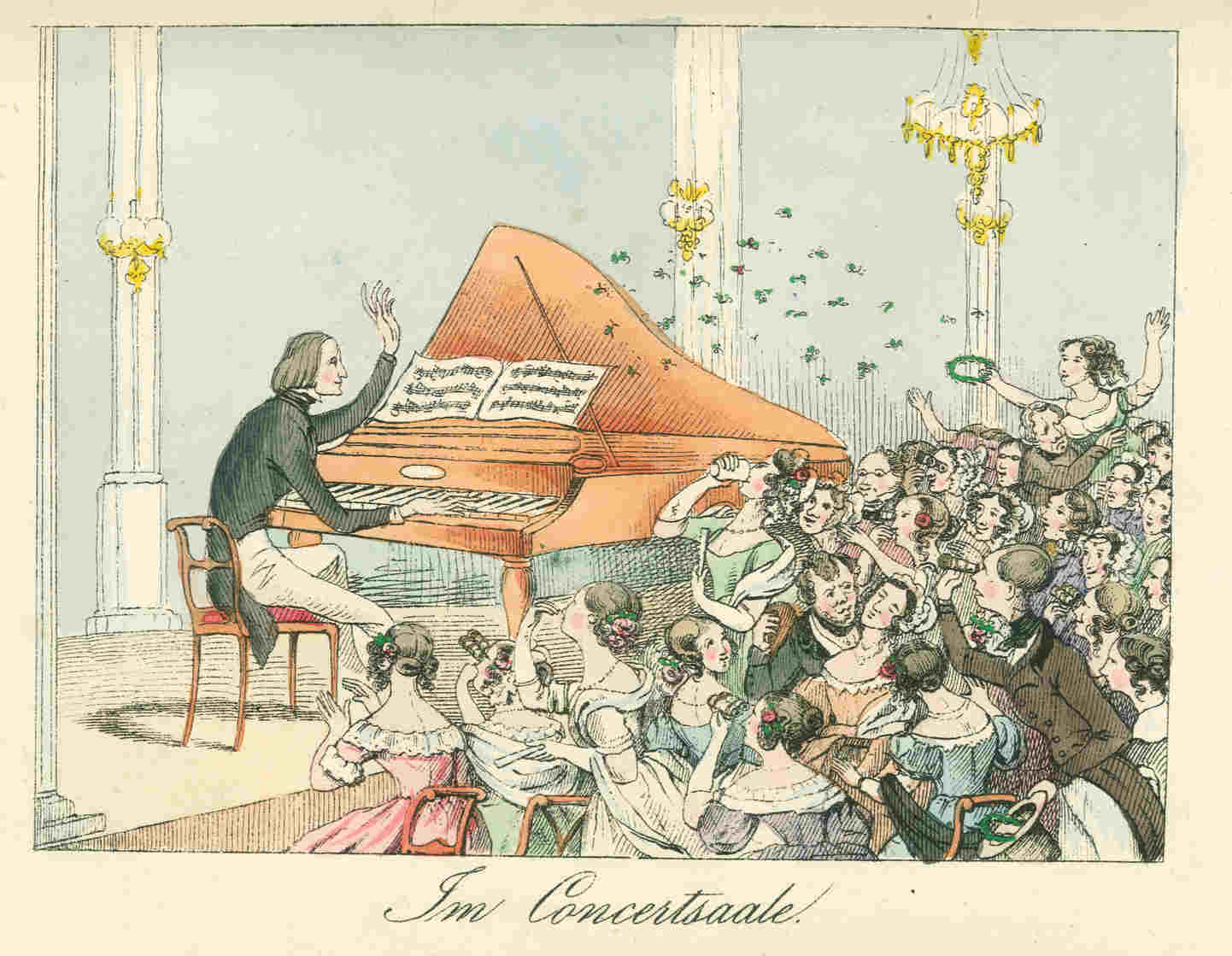
Franz Liszt in einer Karikatur von 1842

Liszt wurde ruhmsüchtig und prahlte mit seinen Erfolgen und seinen Kontakten zur Aristokratie. In manchen Städten – insbesondere in Berlin – entwickelte sich eine regelrechte „Lisztomanie“. Um das Bedürfnis seiner Verehrerinnen nach einer Locke von seinem Haar zu befriedigen, schaffte sich Liszt einen Hund an, dessen Fell unbemerkt als Lockenlieferant diente.
In Berlin wurde er zum Mitglied der Königlich Preußischen Akademie der Künste ernannt und erhielt den Orden Pour le Mérite. Am 14. März 1842 in Königsberg bekam er die Ehrendoktorwürde der philosophischen Fakultät, in Weimar wurde er nach einer Konzerttournee mit dem italienischen Tenor Giovanni Battista Rubini durch Thüringen zum „Großherzoglichen Kapellmeister in außerordentlichen Diensten“ ernannt.
In Paris waren seine Erfolge weniger spektakulär, denn hier blieb Sigismund Thalberg auch weiterhin „die Nummer eins“. Wenig erfolgreich war Liszt auch mit Konzerten in England, Schottland und Irland (zwei Tourneen 1840/41). Die Tourneen wurden für ihn zu einem finanziellen Debakel. Grundsätzlich waren seine Einkünfte als Virtuose nicht gering, allerdings gab er durch einen luxuriösen Lebensstil ungewöhnlich viel Geld wieder aus und machte teilweise hohe Schulden. Es kam zu Streitigkeiten mit Marie. Im Sommer 1840 bereisten sie zwar gemeinsam das Rheinland und machten Urlaub in Fontainebleau, sogar Heiratspläne wurden geschmiedet, die einst große Leidenschaft jedoch begann zu verblassen. Während einer Erholung (mit Marie und den Kindern) auf der Rheininsel Nonnenwerth von Anfang August bis zum Oktober 1841 überredete er Marie d’Agoult, einer Verlängerung seiner Tätigkeit als reisender Virtuose um zwei Jahre zuzustimmen.
Zwischen seinen Konzertreisen konnte Liszt nur wenig komponieren. Die Aufenthalte am Rhein inspirierten ihn aber zu seinen ersten deutschen Liedkompositionen: Im Rhein und Lorelei nach Heine, das rheinromantische Werk für Männerchor Was ist des Deutschen Vaterland nach Ernst Moritz Arndt und das Rheinweinlied nach Georg Herwegh. Vor dem Hintergrund einer aktuellen Krise, in der es um die Zugehörigkeit der Rheinufer zu Frankreich oder zu Deutschland ging, war in Berlin die Aufführung des Rheinweinlieds mit dem Refrain „Der Rhein muss deutsch verbleiben!“ ein großer Erfolg gewesen. In Paris dagegen, bei einem Konzert, das Liszt am 30. Juni 1842 zugunsten einer in Not geratenen Operngesellschaft aus Mainz gab, entwickelte sich die Aufführung des Rheinweinlieds mit deutschem Text zu einem Skandal. Es schloss sich eine erregte Debatte mit Anfeindungen Liszts in der französischen Presse an. Dabei wurde ihm vorgeworfen, er habe bereits in Berlin mit deutsch-nationalen Demonstrationen gegen französische Interessen agitiert.
Im September 1842 gab Liszt im Zusammenhang mit der Grundsteinlegung zur Fertigstellung des Kölner Doms ein Konzert in Köln und wurde am 13. September in Koblenz vom Fürsten Metternich empfangen. Aus dem Aufenthalt in Koblenz ergaben sich Folgen, die Liszts Privatleben in die Katastrophe führten.

#### Das Ende einer Beziehung
Marie d’Agoult hatte von amourösen Abenteuern Liszts in der Zeit seines Aufenthalts in Berlin mit der Schauspielerin Charlotte von Hagn erfahren, mit der er sich auch in Koblenz wieder traf. Marie schrieb daraufhin einen Brief, aus dem Liszt einerseits das Ende ihrer Beziehung ableitete, andererseits zur Versöhnung bereit war und die Beziehung mit Charlotte von Hagn beendete. Im Juli 1843 trafen Liszt und Marie für ein zweites und letztes Mal auf der Insel Nonnenwerth zusammen. Zuvor hatte er das Lied Die Zelle in Nonnenwerth mit Widmung an Marie d’Agoult komponiert und in Briefen an Marie angeboten, seine Karriere als reisender Virtuose im Sommer 1843 zu beenden.

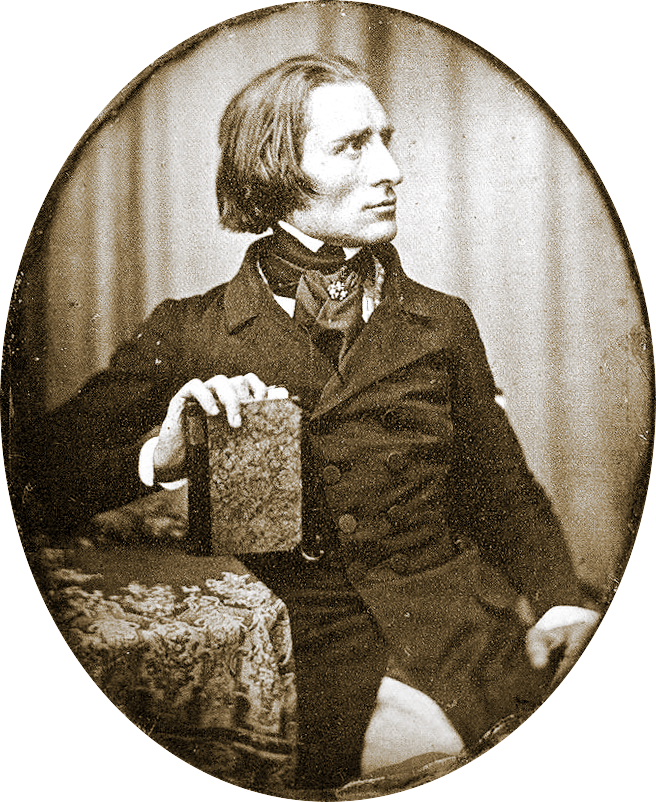
Franz Liszt im Jahr 1843,
Daguerreotypie von Hermann Biow

Die letzte Versöhnung währte nicht lange. Marie d’Agoult kehrte am 20. Oktober 1843 nach Paris zurück. Sie begann dort mit der Niederschrift des quasi autobiographischen Romans Nélida, in dem Liszt in der Gestalt des Malers Guermann Regnier als Künstler mit amoralischer Lebensanschauung dargestellt wird, der anspruchsvolle Kunstwerke zwar hervorbringen möchte, aber bei der praktischen Ausführung versagt. Der Roman erschien am 8. August 1846, allerdings anonym.
Im November 1843 initiierte auch Liszt ein literarisches Projekt, und zwar seine Biographie, die in Stuttgart von Gustav Schilling, dem Verfasser einer zeitgenössischen Musik-Enzyklopädie, geschrieben wurde, wozu Liszt das Material zur Verfügung stellte. Das Buch mit dem Titel Franz Liszt: Sein Leben und Wirken aus nächster Beschauung dargestellt erschien Anfang 1844 und stellt Liszt als Künstler in überschwänglichsten Superlativen positiv dar. Liszt ist dort nicht nur der wohltätigste, intelligenteste und genialste Mensch aller Zeiten, sondern auch ein Komponist von einem Rang, mit dem allenfalls Beethoven verglichen werden kann. Viele Legenden, die sich um die Persönlichkeit Liszts in der Zeit seiner Kindheit und Jugend ranken und die unter seinen Verehrern bis heute verbreitet sind, gehen auf das Buch von Schilling und damit auf Liszt selbst zurück.
Ende 1843, nach fünf Jahren intensiver Liebe und einem fünfjährigen Auseinanderleben, trennten sich Marie und Franz endgültig. Es begann die Auseinandersetzung über die Zukunft der gemeinsamen Kinder Blandine (1835–1862), Cosima (1837–1930) und Daniel (1839–1859). Zuerst verzichtete Liszt in einer schriftlichen Erklärung vom 7. Mai 1844 auf jede Einmischung in die Erziehung seiner Kinder und verpflichtete sich zur Zahlung von jährlich 3.000 Francs. Ein Jahr später kam es zwischen Liszt und Marie d’Agoult zu neuem Streit, weil Liszt nun das vollständige Sorgerecht für alle drei Kinder verlangte. Um weitere Eskalationen zu vermeiden, verzichtete Marie d’Agoult Anfang Juni 1845 auf alle Rechte an den gemeinsamen Kindern mit Liszt.
Seither war jeder Kontakt der Kinder mit ihrer Mutter strengstens untersagt. Die Kinder blieben vorerst in der Obhut ihrer Großmutter Anna Liszt. Sie sorgte für eine gute Erziehung, deren Kosten von den Konzerteinnahmen und den Rücklagen Franz Liszts bestritten wurden.

### Kapellmeister in Weimar (1843–1861)

#### Die Anfänge
Bereits bei seinem ersten Weimar-Aufenthalt als Virtuose wurde Liszt mit Dekret vom 2. November 1842 des Großherzogs Carl Friedrich zu dessen Kapellmeister ernannt. Danach war Liszt zu einem Aufenthalt von drei Monaten pro Jahr im Winterhalbjahr in Weimar verpflichtet, um das Orchester zu leiten. Liszt kam dieser Pflicht zuerst nur unregelmäßig nach. In einem zusammen mit dem Weimarer Hofkapellmeister André Hippolyte Chélard gemeinsam geleiteten Konzert vom 7. Januar 1844 debütierte er in Weimar als Dirigent. Im Anschluss an seinen Weimarer Aufenthalt reiste er nach Dresden und hörte dort die Oper Rienzi von Richard Wagner, mit dem sich von da an eine intensive Freundschaft anbahnte. Im Winter 1844/1845 kam er nicht nach Weimar, sondern hielt sich in Spanien und Portugal auf. Anschließend nahm er im August 1845 als Hauptinitiator am ersten Beethovenfest in Bonn teil. Dabei wurde das Beethoven-Denkmal auf dem Münsterplatz enthüllt, an dessen Finanzierung sich Liszt 1839 beteiligt hatte. Im Winter 1846/47 reiste er durch Osteuropa: Wien, Pest, Bukarest, Kiew, Lemberg, Odessa, Konstantinopel und Elisabethgrad (heute Kirowograd) waren seine Stationen. Er machte sich in dieser Zeit Hoffnungen, als Nachfolger des erkrankten Donizetti in das Amt des Kammerkapellmeisters am Wiener Hof berufen zu werden. Während dieser Zeit begegnete er erstmals Eduard Steingraeber, der seine Konzerte als Klavierbauer begleitete und die von Liszt teilweise sehr ramponierten Flügel reparierte. Aber dann sollte sich sein Leben auf andere Weise ändern, denn in Kiew begegnete er erstmals der Fürstin Jeanne Elisabeth Carolyne Fürstin zu Sayn-Wittgenstein. Sie verliebten sich und beschlossen, sich gemeinsam in Weimar niederzulassen. Anfang Februar 1848 reiste der „Rastlose“ nach Weimar und wohnte dort zuerst mit einer „Madame F...“ aus Frankfurt am Main in einem Hotel, bis diese dann im März nach Paris abreiste.

#### Die Fürstin zu Sayn-Wittgenstein

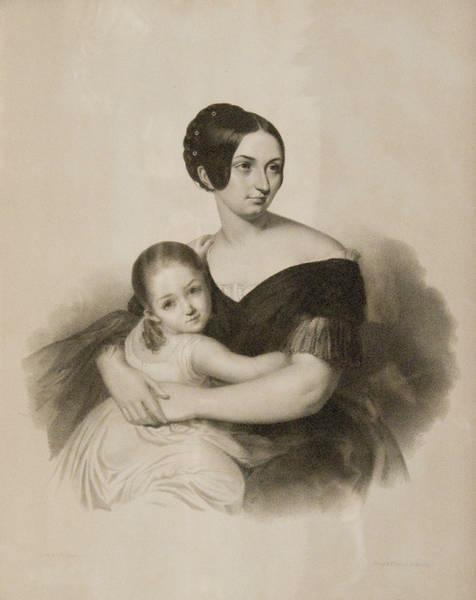
Carolyne zu Sayn-Wittgenstein mit ihrer Tochter Marie, um 1840

Carolyne zu Sayn-Wittgenstein (1819–1887) stammte aus einer polnischen Adelsfamilie und heiratete 1836 auf Wunsch ihres Vaters Peter Iwanowski den Prinzen Nikolaus zu Sayn-Wittgenstein-Berleburg-Ludwigsburg (1812–1864). 1837 wurde sie Mutter ihrer einzigen Tochter Marie und trennte sich bald darauf von ihrem Mann. Sie zog ins ländliche Woronince (ukrainisch Воронівці, Voronivtsi) in der südlichen Ukraine, wo Carolyne Güter aus ihrer Mitgift besaß. Hier widmete sie sich fast ausschließlich ihren intellektuellen Interessen, studierte Literatur, Philosophie und Religion, kümmerte sich aber ebenso um die Bewirtschaftung ihrer Besitzungen. Bei einem Konzert am 14. Februar (alte russische Zeitrechnung: 2. Februar) 1847 in Kiew lernte sie Liszt kennen und war spontan von ihm fasziniert. Im Frühjahr trafen sie sich für mehrere Wochen auf ihrem Landgut in Woronince. Liszt fand in dieser äußerlich wenig attraktiven, willensstarken, temperamentvollen und gebildeten jungen Frau (sie war sieben Jahre jünger als Liszt) eine Diskussionspartnerin für Themen wie Kunst, Religion und Philosophie. Er sehnte sich nach einer neuen Lebensführung ohne die Mühen des reisenden Klaviervirtuosen, sie wiederum fühlte sich berufen, einen genialen Künstler zu leiten und zu fördern.

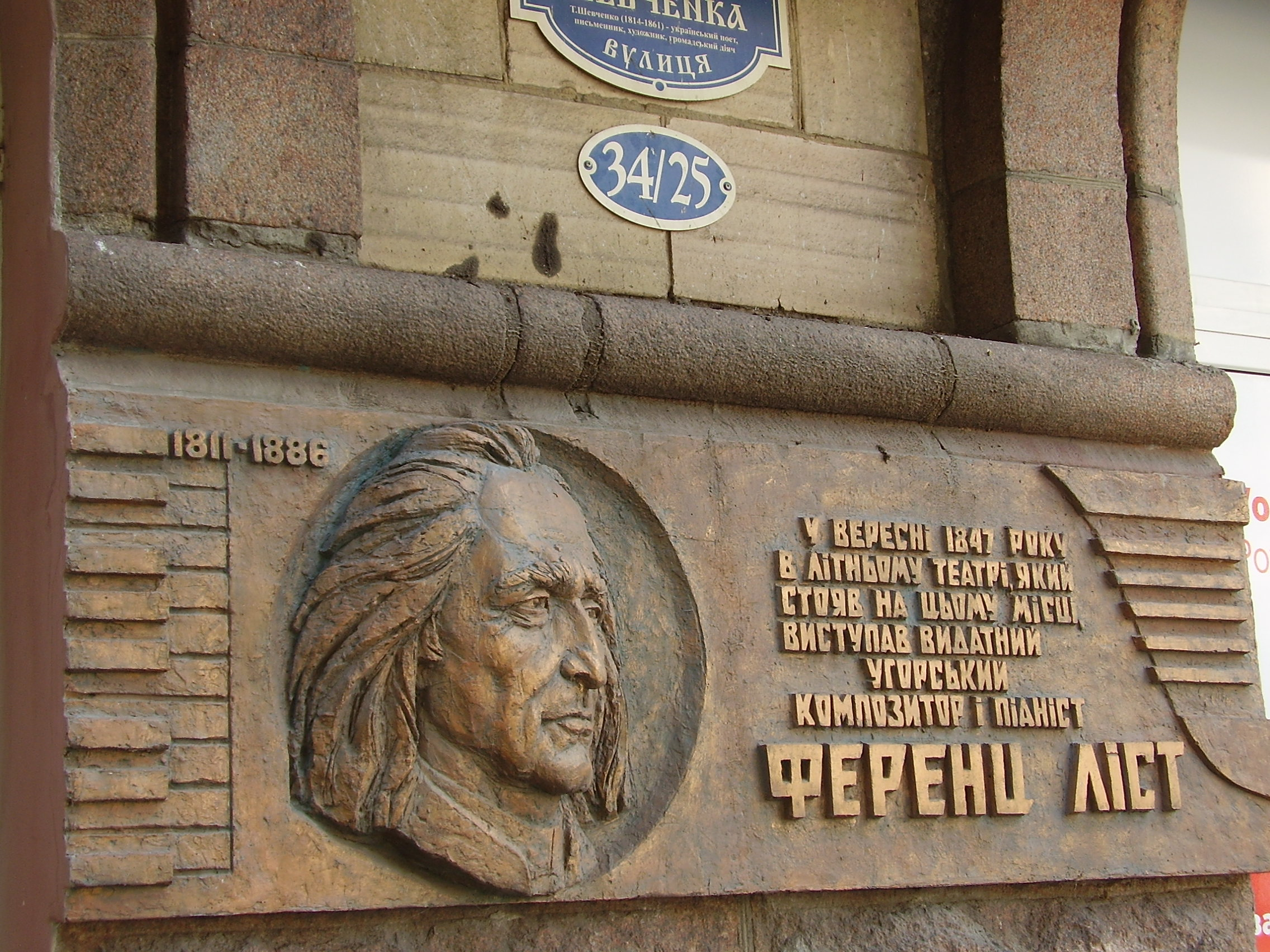
Gedenktafel am Ort seines Auftritts, Kropywnyzkyj, Ukraine

Ab Herbst 1847 verweilte Liszt mehrere Monate in Woronince, in einer feierlichen Zeremonie gaben sie sich am 22. Oktober 1847 eine Art „Ehe-Versprechen“, Liszt wurde „Seeleneigener“ der Fürstin. Mochte dies zuerst als skurrile Idee erschienen sein, so war Liszt seither mit unlösbaren Fesseln an Carolyne gebunden.
Im April 1848 verließ die Fürstin mit ihrer Tochter ihren Landsitz und nahm Quartier in der Altenburg, einer Villa am Rande von Weimar, in die im Herbst auch Liszt einzog. Zwölf Jahre lang lebten sie dort relativ zurückgezogen. Es waren die schöpferisch produktivsten Jahre Liszts, wobei Carolyne einen großen Anteil hatte, denn sie verstand es, dem einst rastlosen „klavierspielenden Lebemann“ eine neue, ernsthaftere Richtung zu geben und ihn zum Komponieren zu inspirieren:

„So habe ich für ihn zwölf Jahre lang gesorgt, immer mit meiner Arbeit in demselben Zimmer, sonst hätte er nie komponiert. Genie hat ihm nicht gefehlt – aber ‚Sitzfleisch‘. […] Ohne ein ruhige, aber beständige, sanfte, milde, hingebende Frauengestalt kann er nichts Großes tun, nur feilen.“

Einer geplanten Heirat stand der Umstand der Ehe der Fürstin entgegen. Liszt hoffte, die Großherzogin von Sachsen-Weimar, Maria Pawlowna, eine Schwester des Zaren Nikolaus I., dafür zu gewinnen, sich für eine Scheidung Carolynes einzusetzen. Erst 1855 wurde sie nach russischem Recht geschieden, war als Katholikin jedoch nicht frei. Problematisch entwickelten sich auch die Vermögensverhältnisse. Sie wurde aus Russland verbannt, ihre Güter wurden bis zur Volljährigkeit ihrer Tochter unter staatliche Verwaltung gestellt.
Ein weiteres Problem entwickelte sich im Zusammenhang mit der Erziehung der drei Liszt-Kinder, die bisher in Paris bei ihrer Großmutter Anna Liszt wohnten, jedoch mehr und mehr Kontakt mit ihrer Mutter Marie d’Agoult hatten, sehr zum Ärger von Liszt und Carolyne. 1855 holte er seine Kinder nach Weimar und beauftragte wenig später die Freifrau Franziska von Bülow – die Mutter von Hans von Bülow, der Cosima 1857 heiratete – mit der weiteren Erziehung der Kinder.

#### Liszt als Komponist

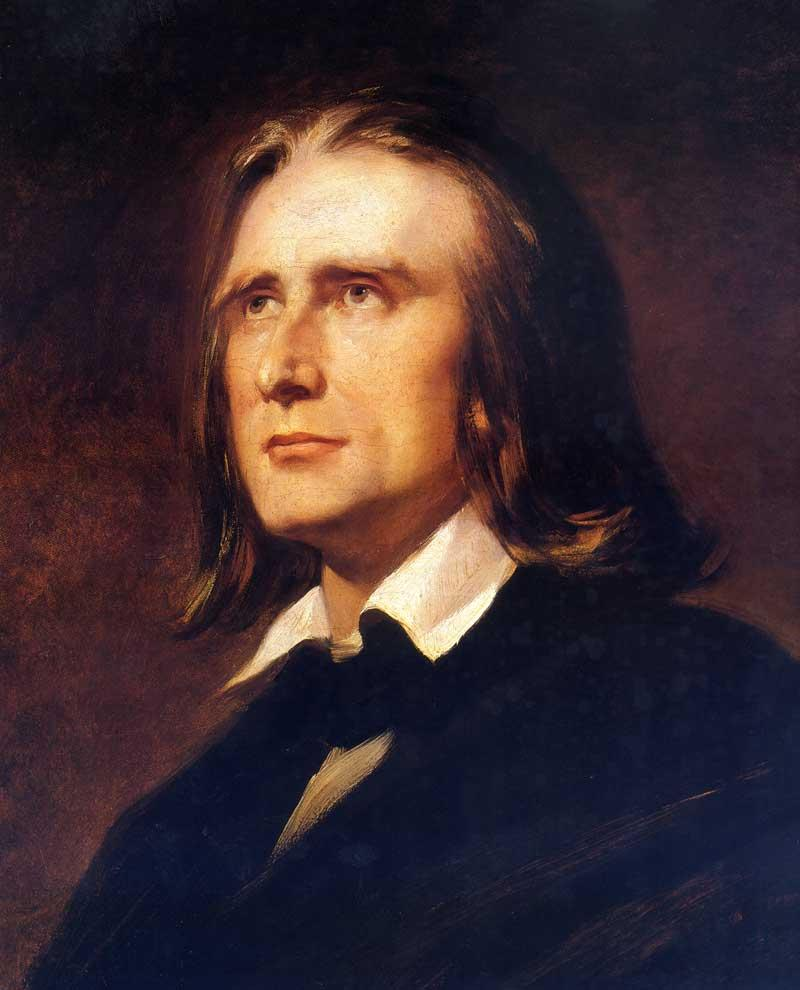
Franz Liszt 1856, nach einem Gemälde von Wilhelm von Kaulbach

Die Weimarer Jahre waren die künstlerisch produktivste Zeit Franz Liszts. Viele seiner Klavierwerke schrieb er in Weimar, so die Klaviersonate in h-Moll, den Zyklus Harmonies poétiques et religieuses, fünfzehn Ungarische Rhapsodien, wie auch zahlreiche Transkriptionen, Klavierauszüge und Revisionen früherer Klavierwerke, beispielsweise die Paganini-Etüden. Auch zwei seiner bereits zuvor konzipierten Klavierkonzerte erhielten hier ihre endgültige Gestalt. Um seine Orchestrierungen zu vervollkommnen, engagierte er als Sekretär Joachim Raff, dem er die Instrumentierung vieler seiner Orchesterwerke auftrug. Zu den ersten der im Dezember 1849 von Raff instrumentierten Orchesterwerke hatte eine Ouvertüre Les quatre élémens zu vier Chorstücken gehört, die Liszt 1844/45 nach Gedichten von Joseph Autran komponierte. In einer von Liszt unter Mithilfe von Hans von Bronsart erstellten neuen Fassung wurde diese Ouvertüre am 23. Februar 1854 in einem Hofkonzert in Weimar unter der Leitung Liszts als Les Préludes, Symphonische Dichtung aufgeführt.
Nach dem Plan Liszts sollte bis Ende 1854 ein Zyklus von neun Sinfonischen Dichtungen erscheinen. Zum besseren Verständnis der Stücke waren Vorworte vorgesehen, die seit dem März 1854 die Fürstin Wittgenstein schrieb. Es entstanden sieben Vorworte, die zuerst als Broschüre gedruckt und in dieser Form an Freunde Liszts verschickt wurden. Nach einer Revision wurden die Vorworte in die veröffentlichten Partituren aufgenommen. Im Fall von Les Préludes war am Ende kaum noch ein Zusammenhang mit der im Titel angesprochenen Ode Lamartines zu erkennen.
Die Veröffentlichung der neun Sinfonischen Dichtungen verzögerte sich und zog sich bis 1856/1857 hin. Danach komponierte Liszt noch die Stücke Hamlet, Die Hunnenschlacht (nach einem berühmten Gemälde seines Freundes Wilhelm von Kaulbach), Mazeppa und Die Ideale. Bis 1861 lagen zwölf Sinfonische Dichtungen in veröffentlichten Partituren und Arrangements für zwei Klaviere vor. Liszt hatte außerdem Sinfonien nach Goethes Faust und Dantes Göttlicher Komödie komponiert.
Neben weiteren weltlichen Werken, darunter Märsche, Lieder, Melodramen und Männerchöre, waren auch geistliche Werke entstanden oder wurden begonnen (eine Missa solemnis, eine Messe für Männerchor und Orgel, die Oratorien Christus und Die Legende von der heiligen Elisabeth). Als Liszt 1861 Weimar verließ, hatte er ein riesiges Œuvre vorgelegt. Sein öffentliches Ansehen als Komponist war allerdings gering.

#### Liszt als Dirigent, Mäzen und Pädagoge

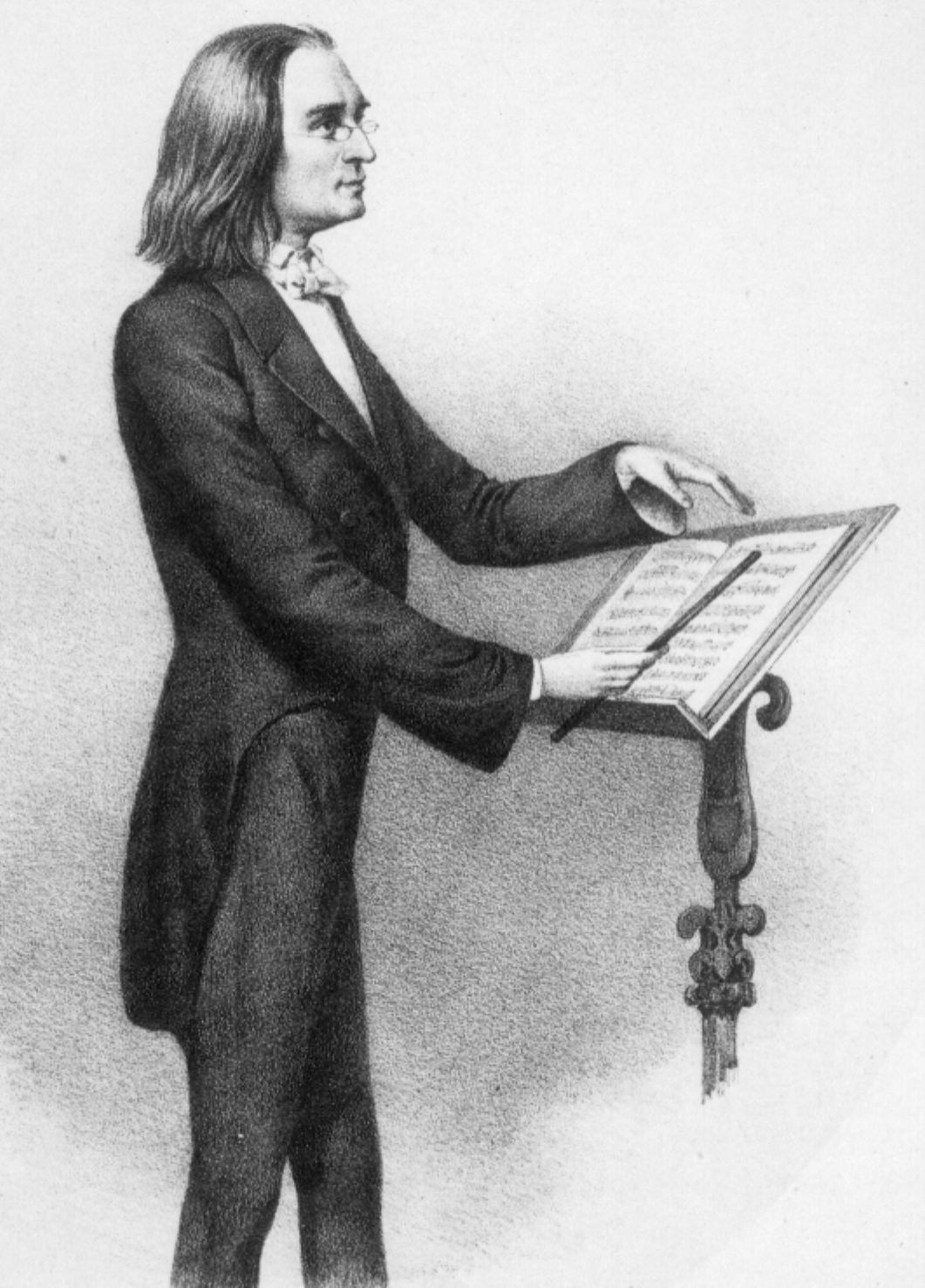
Franz Liszt als Dirigent, um 1853

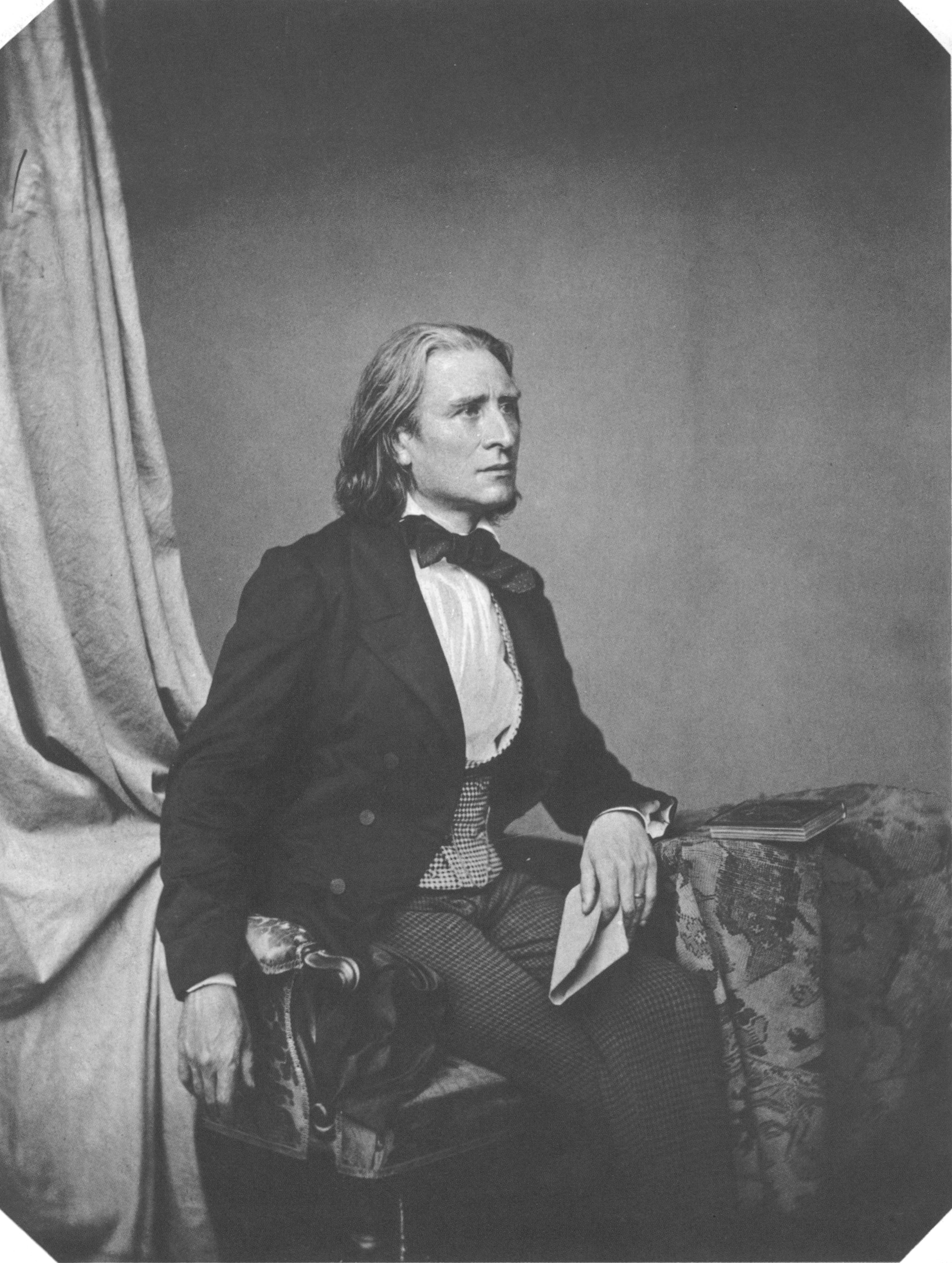
Franz Liszt 1858,
Fotografie von Franz Hanfstaengl

In Weimar dirigierte Liszt viele Werke zeitgenössischer – damals auch umstrittener – Komponisten und führte auch deren Opern auf. Allein 36 Mal dirigierte er Werke von Richard Wagner, der ihm besonders nahestand und dem er im Frühjahr 1849 nach dem Aufstand in Dresden zur Flucht nach Zürich verhalf. In den Folgejahren unterstützte er Wagner finanziell und auch ideell und stand mit ihm in einem regen Briefwechsel. Am 28. August 1850 brachte er in Weimar Wagners Oper Lohengrin zur Uraufführung und hatte später vor, Wagners Ring in einem eigens dafür zu bauenden Festspielhaus in Weimar aufzuführen. Liszt und Wagner traten später auch öfter gemeinsam als Dirigenten auf. Ab 1865, nachdem Wagner mit Liszts Tochter Cosima liiert war, kühlte sich das Verhältnis jedoch für lange Zeit ab.
Auch für die Werke von Berlioz, Mendelssohn und Schumann setzte sich Liszt ein. Er dirigierte in vielen Musikmetropolen Europas und fand teils Zustimmung, teils heftige Ablehnung, hauptsächlich bezüglich seines Dirigierstils. Ab 1861 dirigierte er fast nur noch eigene Werke. Neben Wagner stand ihm besonders Hector Berlioz nahe. Im November 1852 und Februar 1855 veranstaltete Liszt in Weimar Berlioz-Wochen, wobei auch Berlioz dirigierte, z. B. seine Oper Benvenuto Cellini. Auf Anregung von Carolyne komponierte Berlioz wenig später seine große Oper Les Troyens, die er der Fürstin widmete.
Im September 1857, anlässlich der Enthüllung des Goethe-Schiller-Denkmals in Weimar, dirigierte Liszt die Uraufführung seiner Faust-Symphonie und der Sinfonischen Dichtung Die Ideale. Die letzte von ihm geleitete Opernaufführung, die Uraufführung der Oper Der Barbier von Bagdad von Peter Cornelius am 15. Dezember 1858, wurde von einer Weimarer Opposition ausgezischt, worauf Liszt seine Tätigkeit als Dirigent am Weimarer Hoftheater einstellte. Sein Nachfolger wurde 1859 Eduard Lassen.
Auch als Pädagoge wirkte Liszt in Weimar mit großem Einfluss. Zu seinen Schülern dieser Zeit gehörten Hans von Bülow, Emil von Sauer, Wendelin Weißheimer, Carl Tausig, Franz Bendel, Peter Cornelius, Hans von Bronsart, August Stradal sowie dessen spätere Frau Ingeborg Stark, Karl Klindworth, Conrad Ansorge, Julius Reubke, Charlotte Blume-Arends, Hermine Lüders, Adele aus der Ohe, Rudolph Viole, Josef Weiß, Laura Rappoldi, Antal Siposs, Joseph Joachim, Lina Scheuer und viele andere. Unterstützt von dem Kapital der Fürstin Wittgenstein konnte Liszt es sich leisten, auf ein Honorar zu verzichten und einige seiner talentiertesten Schüler sogar in den Haushalt der Altenburg aufzunehmen. Der „Neu-Weimar-Verein“ mit dem Vereinsblatt Die Laterne, der sich am 20. November 1854 auf Initiative von Liszt und August Heinrich Hoffmann von Fallersleben konstituierte, bot einen geselligen Rahmen. Nicht wenige seiner Schüler setzten sich in Debatten, die in Zeitungen und Zeitschriften ausgetragen wurden, mit spitzer Feder für die von Liszt vertretene Kunstrichtung ein.

#### Allgemeiner Deutscher Musikverein
In der Zeit vom 1. bis 4. Juni 1859 fand in Leipzig aus Anlass des 25-jährigen Bestehens der Neuen Zeitschrift für Musik eine Versammlung (Leipziger Tonkünstlerversammlung) statt, zu der der Chefredakteur Franz Brendel Musiker aus verschiedenen europäischen Ländern eingeladen hatte. Im Gewandhaus wurden aus diesem Anlass vor allem Werke von Liszt aufgeführt. Man diskutierte über den Begriff „Zukunftsmusik“, den Richard Wagner in seiner Schrift Das Kunstwerk der Zukunft geprägt hatte. Auf Anregung Brendels wurde beschlossen, den Begriff „Neudeutsche Schule“ einzuführen, und auf Anregung von Liszt und Louis Köhler, einen deutschen Musikverein zu gründen. Am 7. August 1861 konstituierte sich der Allgemeine Deutsche Musikverein in Weimar auf dem dort stattfindenden Tonkünstlerfest, zu dem auch der amnestierte Wagner unter großem Jubel zustieß. Auf Vorschlag von Liszt wurde Franz Brendel zum Präsidenten gewählt.

### Die letzten Jahre (1861–1886)

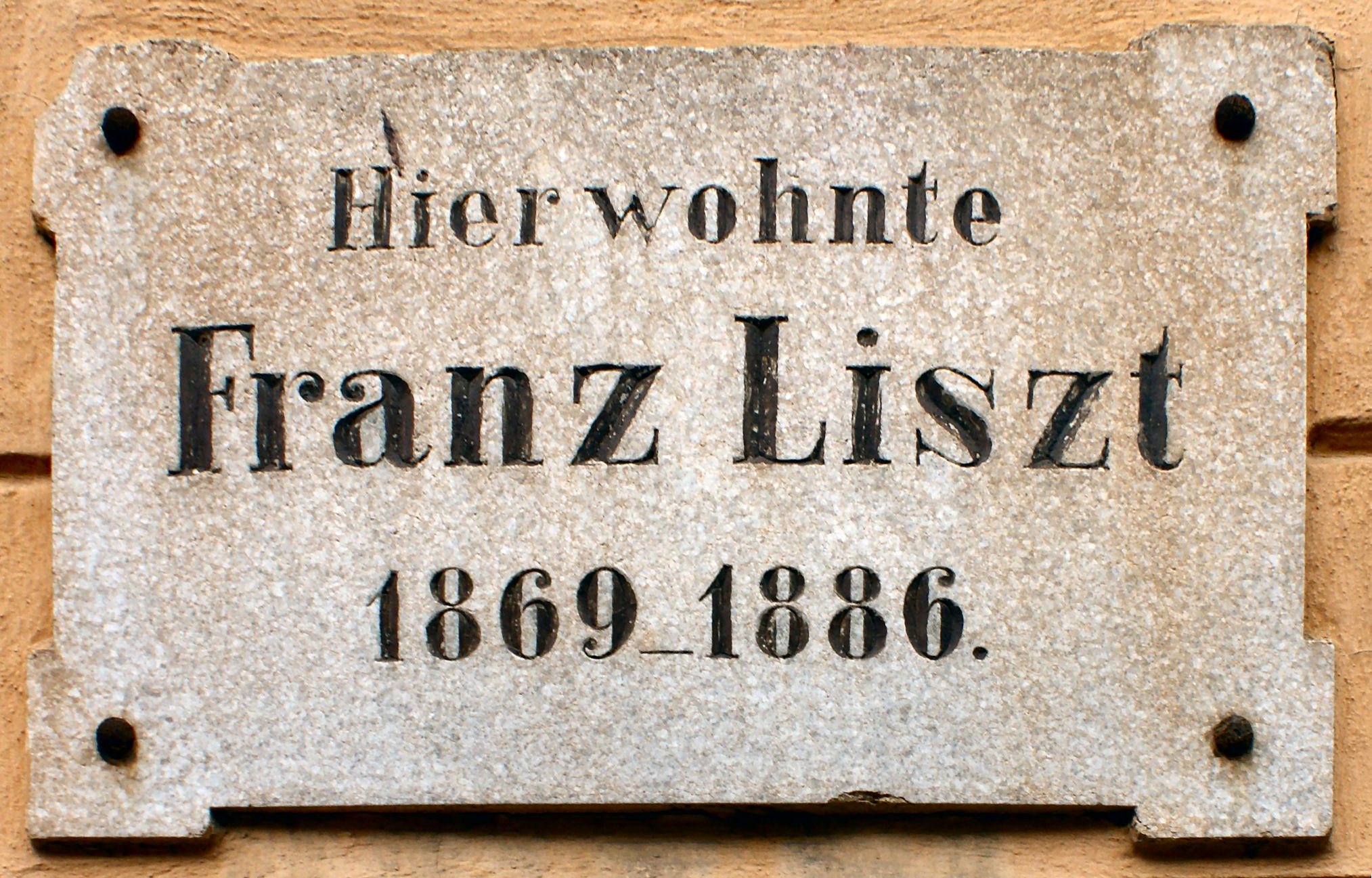
Inschrift am Haus in Weimar, in dem Franz Liszt von 1869 bis 1886 lebte

Im August 1861 verließ Liszt Weimar, um in Rom Carolyne zu heiraten. Nach einem monströsen Verfahren in vielen Instanzen hatten die Kardinalskonferenz und der Papst in Rom der Scheidung und Neuvermählung der Fürstin endlich zugestimmt. Für den 22. Oktober 1861, Liszts 50. Geburtstag, war in der Kirche San Carlo al Corso in Rom die Hochzeit geplant. Angehörige der Familie Sayn-Wittgenstein, die zufällig in diesen Tagen in Rom weilten, erfuhren von der geplanten Hochzeit und intervenierten beim Heiligen Stuhl. Dieser verlangte von der Fürstin daraufhin vor der Eheschließung die erneute Herausgabe ihrer Akten. Jetzt resignierte sie und verweigerte dies. Ihre wahren Motive liegen im Dunklen.

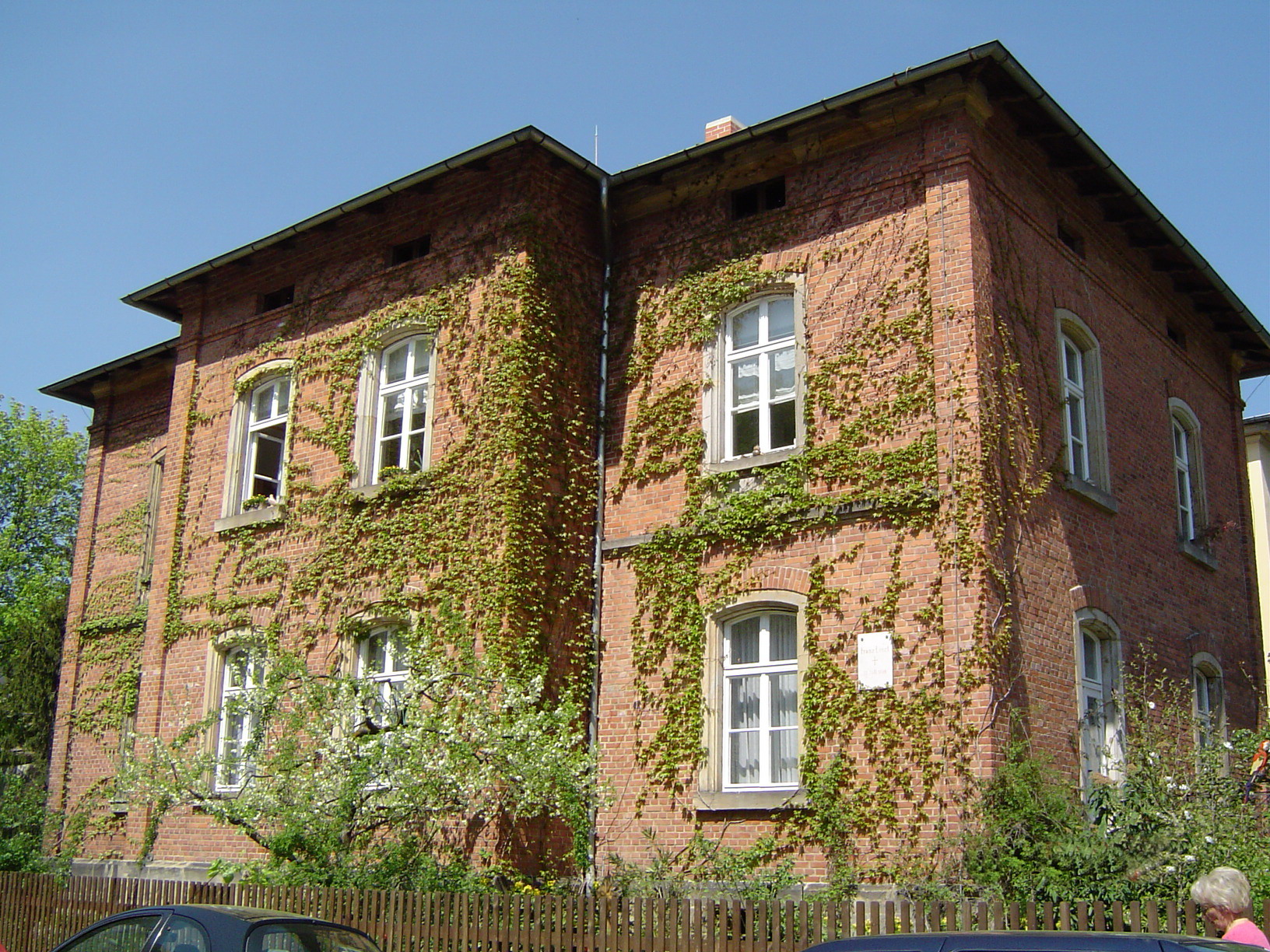
Sterbehaus in Bayreuth

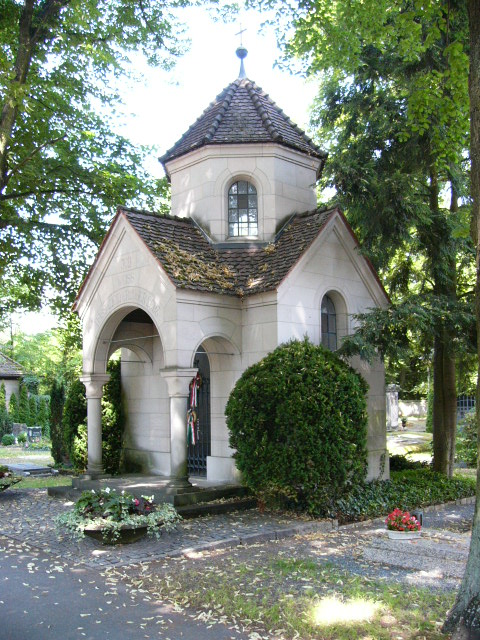
Die Grabanlage auf dem Bayreuther Stadtfriedhof

Nach der gescheiterten Eheschließung mit Carolyne, die in Rom blieb, Theologie studierte und Bücher schrieb, widmete er sich verstärkt Kompositionen mit religiösen Themen und kirchenmusikalischen Werken. In Rom, wo er sich bis 1870 überwiegend aufhielt, führte er ein teils mondänes, teils mönchisches Leben und zog sich im Sommer 1863 in das Kloster Madonna del Rosario auf dem Monte Mario zurück, wo ihn auch Papst Pius IX. besuchte. Mal wohnte er auch im Vatikan, mal im Kloster Santa Francesca Romana auf dem Forum Romanum. Ab 1864 besuchte er wieder Konzerte und dirigierte Orchester in verschiedenen europäischen Städten. 1865 unterzog sich Liszt der Tonsur und erhielt die vier niederen Weihen von Bischof Gustav Adolf Hohenlohe. Als Kleriker trug er fortan den römischen Kragen und wurde als Abbé angesprochen, erhielt aber nie die weiteren Weihen (Subdiakon, Diakon, Priester, Bischof). Er schrieb dazu in einem Brief:

„Mein Hang zum Katholizismus rührt von meiner Kindheit her und ist ein bleibendes und mich beherrschendes Gefühl geworden.“

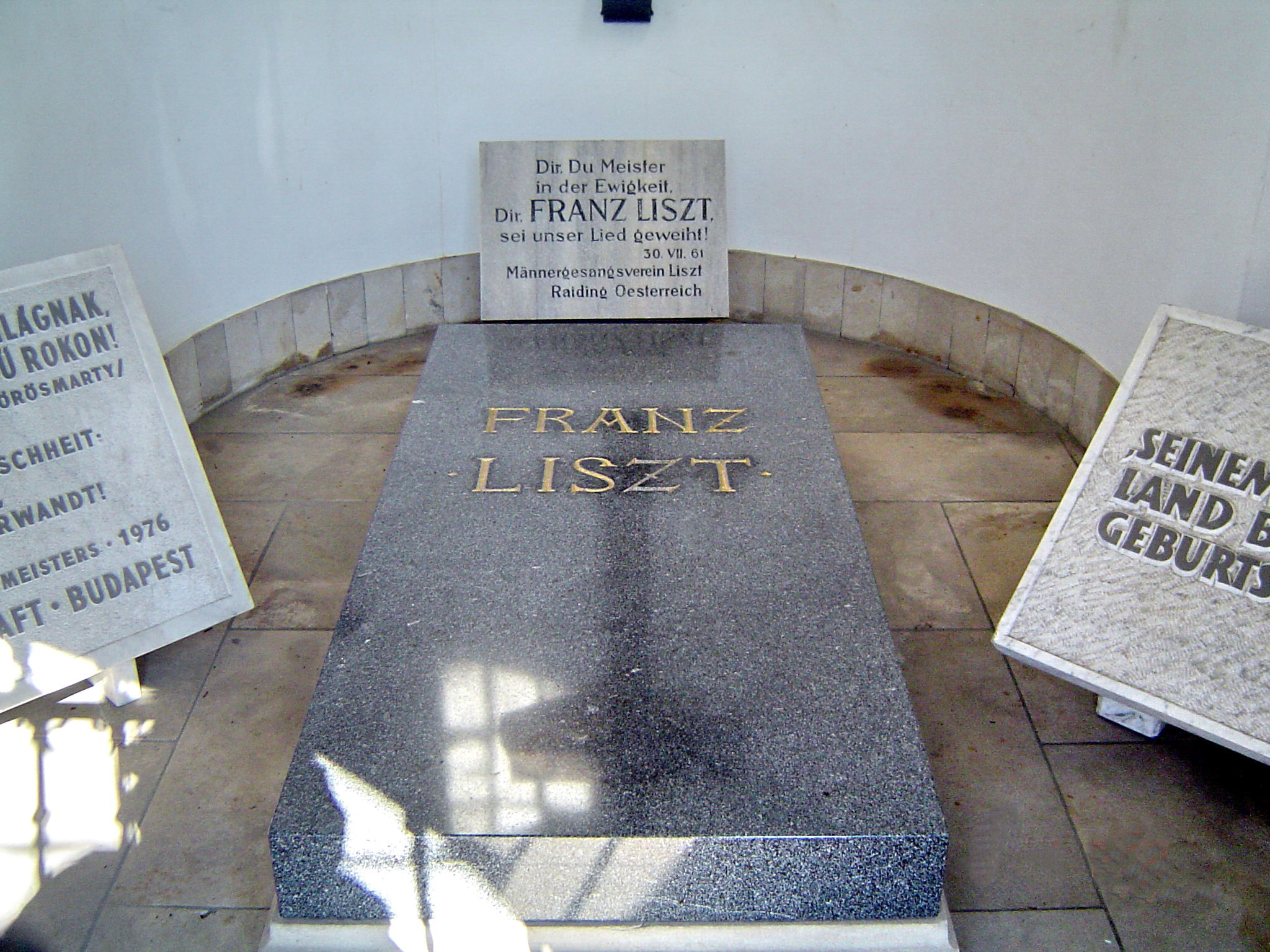
Grab von Franz Liszt auf dem
Bayreuther Stadtfriedhof

Ab 1865 verbrachte er jeweils mehrere Monate abwechselnd in Rom und Budapest sowie ab 1867 auch wieder in Weimar, wo er ab 1869 eine Etage in der Hofgärtnerei (heute Museum) bezog. Von diesen drei Orten aus entfaltete er eine rege Reisetätigkeit, großenteils um eigene Werke aufzuführen – oder um bei Aufführungen zugegen zu sein oder (unentgeltlich) zu unterrichten. Öfter war er seit 1867 bei Gustav Adolf Kardinal Hohenlohe in der Villa d’Este in Tivoli zu Besuch, wo er 1879 auch eines seiner letzten Konzerte gab. Hier komponierte er drei Klavierstücke, die Eingang in das Album Années de pèlerinage: Troisième année fanden: Les jeux d’eaux à la Villa d’Este und zwei als Threnodien bezeichnete Stücke mit dem Titel Aux Cyprès de la Villa d’Este. Sein Ruhm als Komponist und Lehrer kam inzwischen dem früheren als Pianist gleich. Besonders seine Orchesterwerke und seine geistlichen Werke fanden großen Anklang, so 1867 in Budapest, als Franz Joseph I. zum ungarischen König gekrönt und eine Messe von Liszt gespielt wurde. Im Sommer reiste er nach München und Tribschen, wo Wagner inzwischen wohnte, um zwischen Cosima, Hans von Bülow (seit 1857 mit Cosima verheiratet) und Wagner (seit 1864 mit Cosima liiert) zu vermitteln. Gegen den Willen ihres Vaters ließ sich Cosima scheiden und heiratete 1870 Wagner. Erst 1872 verbesserten sich die Beziehungen langsam wieder.
Am 19. Januar 1873 gab Liszt einen Konzertabend in Frankfurt (Oder) (Provinz Brandenburg). Im ausverkauften Stadttheater spielte er u. a die Ouvertüre zu Wilhelm Tell, das Andante zu Donizettis Lucia di Lammermoor, das Ave Maria, den Erlkönig. Der Frankfurter Lehrer Friedrich Wilhelm Gustav Gloatz hielt in seinem Tagebuch auch fest, wie begeistert das Publikum zum Abschluss die Aufforderung zum Tanz von Carl Maria von Weber aufnahm: „Als er (Liszt) in dessen Mitte aus f-Moll in eigene Phantasie übergegangen war, erscholl stürmischer, nicht enden wollender Beifall.“ Das Konzert war für Liszt und auch das Stadttheater ein großer Erfolg. Laut Abrechnung des Theaterdirektors betrugen die Gesamteinnahmen 944 Taler, wovon Liszt 500 Taler als Honorar erhielt.
Im Mai 1873 dirigierte Liszt erstmals eine vollständige Aufführung seines nun beendeten Oratoriums Christus in der Stadtkirche in Weimar, wenig später war er zur Richtfestfeier des Festspielhauses bei Cosima und Richard Wagner in Bayreuth. Auch bei den ersten Festspielen im Sommer 1876 (Der Ring des Nibelungen) sowie bei den zweiten Festspielen im Sommer 1882 (Parsifal) weilte er in Bayreuth. Hier war er außerdem häufiger Gast im Hause der Klaviermanufaktur Steingraeber. Letztmals traf sich Liszt mit der Familie Richard Wagners im Dezember 1882 in Venedig (Palazzo Vendramin-Calergi). Gemeinsam gab man ein Konzert im Teatro la Fenice. Wenige Wochen danach, Liszt war inzwischen wieder abgereist, erlag Wagner einem Herzinfarkt. 1882 wurde Martin Krause, der spätere Lehrer von Claudio Arrau, Schüler von Liszt.

#### Tod und Begräbnis
Im Jahr 1886 reiste Liszt wieder nach Bayreuth, um die unter Leitung seiner Tochter stehenden Bayreuther Festspiele zu besuchen. Zum Zeitpunkt der Reise war Liszt bereits schwer erkrankt und starb wenige Tage nach seiner Ankunft am 31. Juli 1886 an den Folgen einer Lungenentzündung. Bernhard Schnappauf, Arzt und Freund Richard Wagners, verbrachte die letzten Tage an seinem Sterbebett und berichtete, Liszt sei würdevoll-still gestorben. Er drückte ihm die Augen zu und fertigte die Totenmaske an, wofür ihm nach altem Brauch das Sterbehemd und der Kissenüberzug zustanden.
Liszt wurde am 3. August 1886 auf dem Bayreuther Stadtfriedhof beigesetzt. Sein Sterbehaus in der Unteren Siegfriedstraße (heute: Wahnfriedstraße 9) gegenüber dem Haus Wahnfried beherbergt seit 1993 das örtliche Franz-Liszt-Museum.
Liszts Ur-Urenkelin Nike Wagner beschrieb 2021 das Verhältnis der Familie Wagner zu jenem als problematisch. Man sprach von Liszt spöttisch als dem „Abbé“. Der „Klaviervirtuose“ schien in „die Sphäre der Salons, Soloabende und Kammerkonzerte“ zu gehören. Die Familie habe bei Klavierabenden des Ahnen durch „Abwesenheit und Ignoranz geglänzt“. Liszts Tod führte nicht zu einer Unterbrechung der Festspiele 1886. Für den in Wahnfried Aufgebahrten gab es für sein Begräbnis am 3. August 1886 keine Ehrungen und keine musikalische Trauerfeier, was den Wünschen Liszts entsprach, die aber Cosima Wagner wahrscheinlich gar nicht kannte. Am 4. August 1886 wurde in der Stadtkirche in Bayreuth ein Requiem abgehalten, bei dem keine Musik des Verstorbenen erklang, sondern auf Geheiß Cosimas Anton Bruckner an der Orgel über Themen aus Richard Wagners Oper Parsifal improvisierte.

## Werke

### Übersicht
Das Gesamtwerk Franz Liszts ist in seinem Umfang und der Vielfältigkeit immens und unvergleichlich. Bis heute ist keine Gesamtausgabe erschienen. Die sogenannte „Carl-Alexander-Ausgabe“ (sie wurde 1888 von der in Weimar gegründeten Franz-Liszt-Stiftung durch den Großherzog Carl Alexander von Sachsen-Weimar-Eisenach initiiert) umfasst 34 Bände, ist aber unvollständig. Ein systematisches Werkverzeichnis stellte der englische Musikwissenschaftler Humphrey Searle zusammen und kam auf 703 Titel (ohne die literarischen Werke):
| - 123 Klavierwerke - 77 Lieder - 65 geistliche Chorwerke - 28 weltliche Chorwerke | - 11 Orgelwerke - 1 Oper - 25 Orchesterwerke - 7 Werke für Klavier und Orchester | - 9 Kammerkonzerte - 5 Melodramen - 335 Arrangements und Transkriptionen - 17 unvollendete Werke |

### Klavierwerke

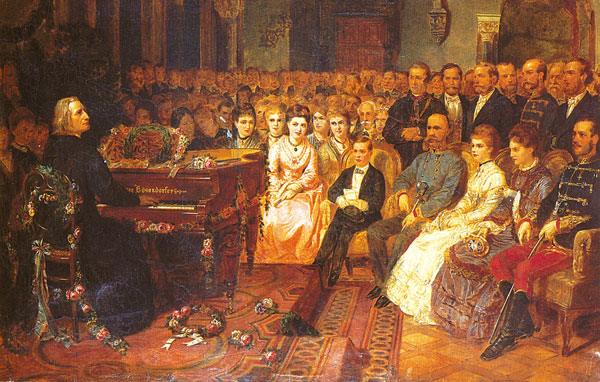
Franz Liszt gibt ein Konzert für Kaiser Franz Joseph I. auf einem Flügel von Bösendorfer

Franz Liszt hat die bis zu seiner Zeit übliche Form des Klavierspiels und dementsprechend auch die Klavierkomposition neu geprägt. Was hierfür entscheidend war: Die Hammerklaviermechanik gab es zwar schon seit 1709 (sie wurde von Bartolomeo Cristofori erfunden), gleichwohl erfuhr sie ihre bedeutendste Fortentwicklung im 19. Jahrhundert. Zudem brach Liszt von Anbeginn mit allen Regeln der Klavierspieltechnik, die zu der Zeit streng nach Lehrbüchern praktiziert wurde.
Zu seinen Erfindungen zählen die Konzertparaphrasen, bei denen Liszt ein Thema oder mehrere Themen aus bekannten Opern aufgriff und diese ausgeschmückt mit eigenen kompositorischen Ideen zu brillanten Klavierstücken umarbeitete.
Franz Liszts Klavierkompositionen wurden seit Beginn der Möglichkeit der Tonaufzeichnung von den bedeutendsten Pianisten eingespielt. Dazu zählen Conrad Ansorge, Eugen d’Albert, Emil von Sauer, Claudio Arrau, Wilhelm Kempff, Géza Anda, Martha Argerich, Daniel Barenboim, Boris Beresowsky, Jorge Bolet, Alfred Brendel, György Cziffra, Emil Gilels, Zoltan Kocsis, Michail Pletnjow, Swjatoslaw Richter und Daniil Trifonow. Die Gesamteinspielung des Klavierwerks (Hyperion auf 99 CDs) erfolgte 2011 durch den australischen Pianisten Leslie Howard.
Als Beispiel für die langjährige Verkennung der Bedeutung und Eigenart der Klaviermusik Liszts mag folgendes Zitat von Bela Bartók aus seinem Aufsatz Die Musik Liszts und das Publikum von heute sein:

„In seiner Jugendzeit ahmte er die schlechten Sitten der damaligen Kunstgecken nach – er ‚schrieb um und verbesserte‘, machte Kompositionen zum Brillieren aus Meisterwerken, an denen sich auch ein Franz Liszt nicht hätte vergreifen dürfen. Er ließ sich von der gewöhnlichen Melodik Berlioz’, dem Sentimentalismus Chopins und noch mehr von den italienischen Schablonen beeinflussen, ihre Spuren treten allenthalben in seinen Werken zutage, und sie sind es auch, die ihnen den Anstrich des Trivialen geben.“

### Orgelwerke
Liszt hat neben dem umfangreichen Klavierwerk auch für die Orgel komponiert. Im Searle-Verzeichnis (Verzeichnis nach Humphrey Searle, 1954) finden sich insgesamt 11 Werke. In einem Bericht Franz Brendels über das Einweihungskonzert der Merseburger Domorgel wurde der damals empfundene moderne Charakter der Orgel und ihre Bedeutung als Vorposten eines von Liszt kreierten neuen Orgelstils akzentuiert. 

### Lieder und Melodramen
Liszt hat über 70 Lieder mit Klavierbegleitung komponiert. Der Mehrzahl seiner Lieder liegen französische oder deutsche Gedichte zugrunde. Liszt hatte den Plan, drei Bände mit jeweils sechs Liedern zu veröffentlichen, die den von Heinrich Heine übernommenen Titel Buch der Lieder erhalten sollten. Die beiden ersten Bände erschienen 1843 und 1844. Der erste Band enthält die Stücke „Die Loreley“, „Am Rhein im schönen Strome“, „Mignons Lied“, „Der König von Thule“, „Der du von dem Himmel bist“ und „Angiolin dal biondo crin“. Man hat es mit einem musikalisch gestalteten Familienalbum zu tun. Marie d’Agoult wird mit den drei ersten Stücken und Liszt mit den beiden nachfolgenden Stücken charakterisiert. Das letzte Stück ist der gemeinsamen Tochter Blandine gewidmet. Der zweite Band mit den Liedern „Oh! quand je dors“, „Comment, disaient-ils“, „Enfant, si j’etais roi“, „S’il est un charmant gazon“, „La tombe et la rose“ und „Gastibelza“, einem Bolero, nach Gedichten Victor Hugos setzt die Lieder des ersten Bandes chronologisch fort. In dem dritten Band werden problematische Aspekte der Entwicklung der Beziehung Liszts und Marie d’Agoults reflektiert: „Du bist wie eine Blume“, „Dichter, was Liebe sei“, „Vergiftet sind meine Lieder“, „Morgens steh’ ich auf und frage“, „Die tote Nachtigall“, und „Mild wie ein Lufthauch im Mai“.
Liszt distanzierte sich später von seinen ersten Liedern, sie seien viel zu aufgebläht, sentimental und in der Begleitung überladen. Einige seiner Lieder schrieb er später um. In den Jahren 1879 und 1880 setzte Liszt die Reihe seiner „Gesammelten Lieder“ mit weiteren Heften fort. Hierzu gehören Lieder wie: „J’ai perdu ma force et ma vie“, „Ihr Glocken von Marling“, „Sei still“, „Mild wie ein Lufthauch im Mai“ (2. Version), „Isten veled (Lebe wohl)“ und „Mir ist die Welt so freudenleer“. Ein letztes Heft der „Gesammelten Lieder“ erschien 1883.
Lange blieben die Lieder unbeachtet. Außer Johanna Dietz mit Berthold Kellermann war es Liszts Schülerin Martha Remmert (1853–1941), die als Dirigentin ihres Solisten-Ensembles ab 1911 bei mehreren Konzerten Liszts Lieder der Öffentlichkeit vorstellte. Die Lieder waren oft in umfangreichen Textheften für die Konzerte gedruckt. Eine erste Darbietung mit 39 Liedern fand 1911 zu den Liszt-Feiern in Berlin statt und es folgten weitere Liedvorträge 1912 bei den Musikfesten in Sondershausen, 1913 in Stendal und 1914 in Altenburg und 1915 bei einem Gedenkkonzert in Berlin.
Die Melodramen Liszts sind weitgehend unbekannt geblieben. Ein erwähnenswertes Stück ist das Melodram Der traurige Mönch nach einem Gedicht Nikolaus Lenaus, das im September 1860 entstand. Das Melodram Der blinde Sänger, das Liszt im Oktober 1875 nach einer Ballade von Alexei Konstantinowitsch Tolstoi komponierte, ist als autobiografische Komposition bemerkenswert. Der Sänger glaubt, er stehe vor einem Publikum. Da er jedoch blind ist, bemerkt er nicht, dass kein einziger Zuhörer anwesend ist, sodass er vergeblich singt. Es hört ihm niemand zu.

### Orchesterwerke
Liszts Hauptwerke für Orchester sind die Dante-Sinfonie, die Faust-Sinfonie und ein Zyklus von 12 Sinfonischen Dichtungen sowie einige Märsche. In den Jahren 1881/82 entstand noch eine letzte Sinfonische Dichtung, Von der Wiege bis zum Grabe, die Liszt zuerst als Klavierversion komponierte. Auch von vielen seiner übrigen sinfonischen Werke liegen Klavierbearbeitungen vor. Unter den Sinfonischen Dichtungen ist Les Préludes das bekannteste Stück, das im Zweiten Weltkrieg zu zweifelhaftem Ruhm gelangte, weil ein Fanfarenmotiv des Finales zur Ankündigung von Siegesmeldungen der Nationalsozialisten im Rundfunk verwendet wurde.
In seinen Orchesterwerken entwickelte Liszt die Gattung Sinfonische Dichtung (Programmmusik), die zuvor von Hector Berlioz weiterentwickelt worden war, insbesondere bezüglich des Umfangs der Instrumentierung und der Benutzung von Leitmotiven (ähnlich wie Richard Wagner). Neben der klingenden Musik gibt es ein im Titel angedeutetes außermusikalisches Objekt, das sogenannte Programm. Das Programm kann ein erzählbarer Vorgang sein, ein Gemälde, die Idee von einer Person oder ein anderer Gegenstand. Aus dem Zusammenwirken der klingenden Musik mit dem in der Vorstellung eines Hörers oder Spielers vorhandenen Programm soll sich eine ästhetische Wirkung ergeben. Musik von solcher Art gab es schon in früheren Zeiten, beispielsweise Vivaldis Vier Jahreszeiten, Beethovens Sinfonie Wellingtons Sieg oder die Schlacht bei Vittoria sowie die Pastoral-Sinfonie, Werke von Berlioz und Ouvertüren von Mendelssohn. Im Unterschied zu Liszts Vorgängern lösten seine Sinfonischen Dichtungen allerdings Debatten über eine grundsätzliche Berechtigung von Programmmusik aus, z. B. bei Eduard Hanslick in seinem 1854 erschienenen Buch Vom Musikalisch-Schönen oder in Beiträgen von Wagner und Brendel. Einige von Liszts Kompositionen wurden von Zeitgenossen als „Unmusik“ bezeichnet; Johannes Brahms verwendete den Ausdruck für die Dante-Sinfonie, Eduard Hanslick hingegen für die sinfonische Dichtung Prometheus. Liszt äußerte sich unter anderem zum Thema Programmmusik in einem Brief an Marie d’Agoult vom 15. November 1864:

„Bis dahin unterschreibe ich voll und ganz und ohne jeden Vorbehalt den Grundsatz, den Sie mir gerne ins Gedächtnis rufen möchten, dass musikalische Werke, die nach einem allgemein verstandenen Sinn einem Programm folgen, auf die Fantasie und das Gefühl unabhängig von jedem Programm wirken müssen‘. Mit anderen Worten: Jedes schöne Musikstück muss zuallererst und in jedem Fall den absoluten und unverletzlichen Gesetzen der Musik entsprechen, die niemand vorschreiben kann.“

### Geistliche Werke und Spätwerke

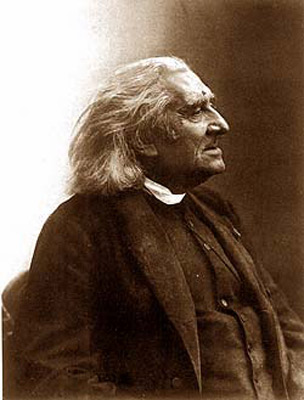
Liszt kurz vor seinem Tod,
Fotografie von Nadar

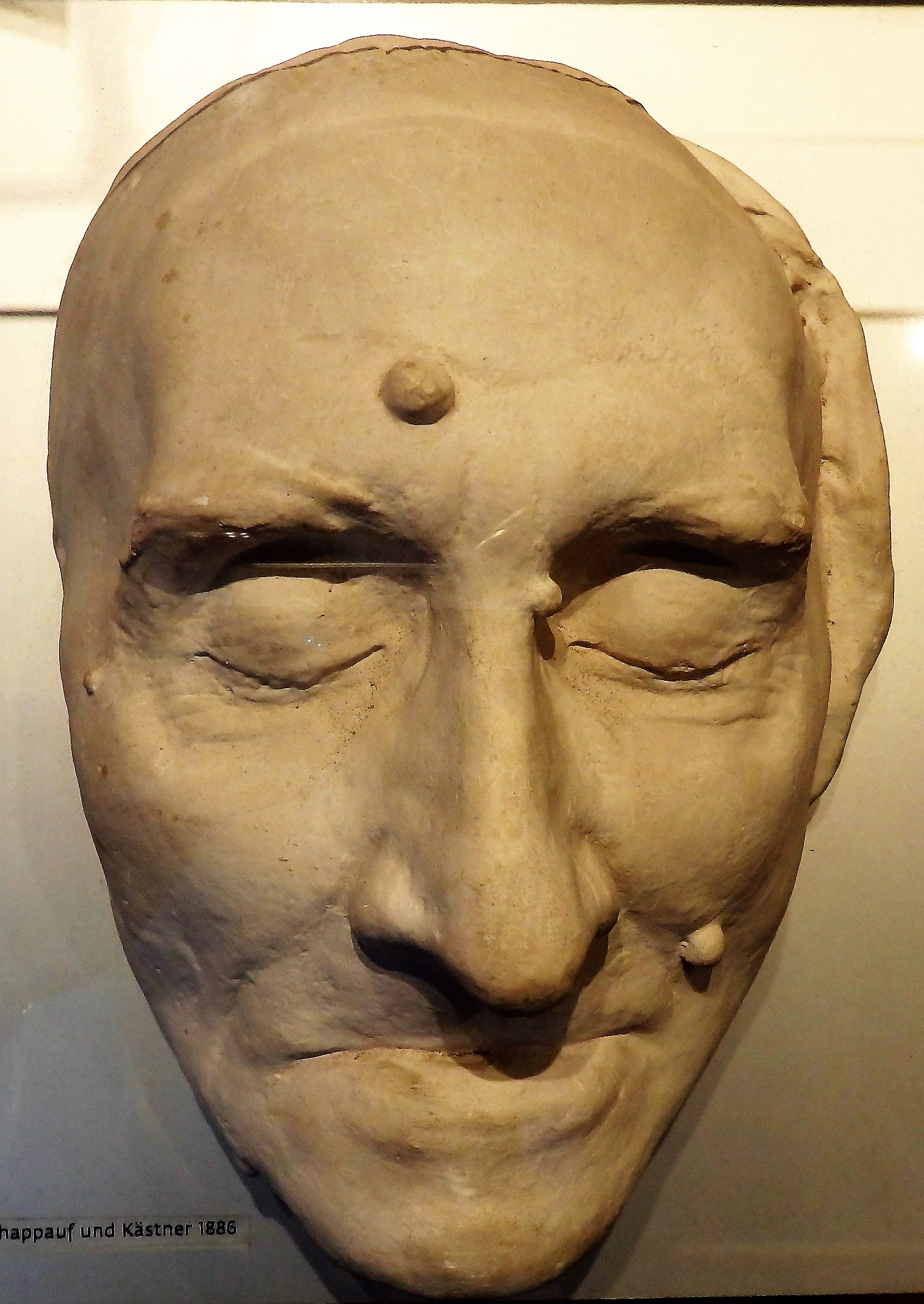
Liszts Totenmaske

Liszt komponierte in großem Umfang religiös inspirierte Musik. Neben Messen, Oratorien und Psalmen gehören dazu auch Klavierwerke, beispielsweise Harmonies poétiques et religieuses oder der Psaume instrumental für Klavier und Orchester über die gregorianische Melodie De profundis. Seine geistlichen Werke sind Belege für Versuche Liszts zur Realisierung einer von ihm 1834 unter dem Einfluss des Abbé de Lamennais erträumten musique humanitaire. Nach der Vorstellung von Lamennais sollte künftig das Volk die Stütze der Kirche sein. Dementsprechend hatte Liszt in einem Aufsatz Über künftige Kirchenmusik ausgeführt, dass in einer Zeit, in der der Altar erbebe und wanke, in der Kanzel und religiöse Zeremonien dem Spötter und Zweifler zum Stoff dienten, die Kunst das Innere des Tempels verlassen müsse, um sich in der Außenwelt den Schauplatz ihrer Kundgebungen zu suchen. Eine ähnliche Auffassung vertrat auch Richard Wagner in seiner Altersschrift Religion und Kunst.
Zu den geistlichen Werken Liszts gehören die Missa solemnis (Graner Messe), die er 1856 zur Weihe der Basilika in Gran in Ungarn komponierte, die 1866/67 komponierte Ungarische Krönungsmesse, verschiedene Psalmen, die 1862 fertiggestellte Legende von der heiligen Elisabeth, das 1866 fertiggestellte und 1867 um zwei Sätze erweiterte Oratorium Christus und ein 1869 fertiggestelltes Requiem. Die Legende von der heiligen Elisabeth und das Oratorium Christus wurden bis in das 20. Jahrhundert hinein häufig aufgeführt; die Graner Messe wird neben den Messen Anton Bruckners zu den herausragenden Höhepunkten der Kirchenmusik des 19. Jahrhunderts gezählt. Insbesondere in Ungarn war auch die Ungarische Krönungsmesse, in der Liszt Melodien im Stil der Ungarischen Rhapsodien verwendete, sehr beliebt. Dagegen ist das Requiem weitgehend unbekannt geblieben.
Mit den seit 1870 komponierten geistlichen Werken, darunter weitere Legenden und viele kleinere Stücke, kultivierte Liszt einen vorwiegend asketischen Stil. Mit Hinblick auf seine früher komponierten geistlichen Werke hatten Zeitgenossen ihm vorgeworfen, dass sie viel zu weltlich klängen und er den Opernstil Wagners in die Kirche getragen habe. Liszt mag aus diesem Grund in seinen später komponierten geistlichen Werken jeden Anklang an den Stil Wagners vermieden haben. In seinen Spätwerken – fast alle „geistige Werke“, setzt er sich mehrfach mit dem Sterben und der Frage nach einem Weiterleben nach dem Tod auseinander und findet dafür eine eigene musikalische Sprache.

### Literarische Werke
Die literarischen Werke Franz Liszts sind in seinen Gesammelten Schriften zusammengefasst, die erstmals von Lina Ramann 1883 in sechs Bänden in Leipzig herausgegeben wurden. Neben Essays und Reisebriefen schrieb er 1850/51 gemeinsam mit der Fürstin Carolyne von Sayn-Wittgenstein eine Biographie von Frédéric Chopin. Von seinen vielen Briefen sind über 6.000 in verschiedenen Bänden publiziert, z. B. die Briefwechsel mit Richard Wagner, Hans von Bülow, seiner Mutter Anna oder dem Großherzog Carl Alexander.
Siehe auch: Liste der literarischen Werke Franz Liszts

## Instrumente
Es ist bekannt, dass Franz Liszt bei seiner Tournee durch Portugal und später im Jahre 1847 bei einer Tournee nach Kiew und Odessa auf Boisselot-Klavieren spielte. Liszt’ Boisselot stand in seinem Wohnhaus, der Villa Altenburg in Weimar. Seine Begeisterung für dieses Instrument bringt Liszt in seinem Brief an Xavier Boisselot aus dem Jahr 1862 zum Ausdruck: „Obwohl die Tasten durch die Kämpfe der Musik in Vergangenheit, Gegenwart und Zukunft fast abgenutzt sind, werde ich dem Vorschlag, es auszutauschen, niemals zustimmen und habe mich dazu entschlossen, es als bevorzugten Arbeitskollegen bis zum Ende meiner Tage zu behalten.“ Da der Zustand dieses Instruments es nicht erlaubt, es zu bespielen, fertigte Paul McNulty 2011 im Auftrag der „Klassik Stiftung Weimar“ eine Kopie an, die jetzt neben dem Originalinstrument von Liszt ausgestellt ist. Unter den Klavieren des Komponisten in Weimar befanden sich auch ein Erard, eine Alexandre „Klavierorgel“, ein Bechstein und Beethovens Broadwood-Flügel.

## Ehrung und Würdigung

### Ehrungen zu Lebzeiten
- Januar 1840: Ernennung Liszts zum Ehrenbürger von Pest und Auszeichnung mit dem Ehrensäbel des ungarischen Adels.
- März 1841: Verleihung der Ehrendoktorwürde der philosophischen Fakultät der Albertus-Universität in Königsberg i. Pr. (Carl Gustav Jacob Jacobi und Karl Rosenkranz überreichten die Urkunde. Für die Studentenschaft setzte ihm Wilhelm Jordan eine Kappe mit goldener Albertusnadel auf).[145]
- Am 18. September 1841 wurde Liszt in Frankfurt am Main „zum Zeichen seiner seit Jahren geübten Pflege der Menschlichkeit und Hilfeleistung“ in die dortige Freimaurerloge Zur Einigkeit aufgenommen. Februar 1842: in der Berliner Loge Zur Eintracht erhielt Liszt den II. und III. Grad. 1845 wurde er Ehrenmitglied der Zürcher Loge Modestia cum Libertate und 1870 in Pest.[146][147]
- 1842 wurde Liszt in Berlin zum Mitglied der Königlich Preußischen Akademie der Künste ernannt.
- Im selben Jahr erhielt er den Orden Pour le Mérite.
- Oktober 1859: nachdem er zuvor den Orden der Eisernen Krone III. Klasse erhalten hatte, wurde Liszt auf eigenen Antrag entsprechend den Ordensstatuten in den erblichen österreichischen Ritterstand erhoben und durfte fortan den Namen Franz Ritter von Liszt führen.[148] Das anlässlich seiner Nobilitierung verliehene Ritterstandswappen war: „Geviert; 1 und 4 in Rot ein springendes silbernes Einhorn; 2 und 3 in Blau drei silberne Pfähle, darauf ein roter Balken, dieser mittig belegt mit einem goldenen Stern. Zwei gekrönte Helme: I das Einhorn einwärts wachsend; II ein offener Flug, tingiert wie Feld 2 und 3.“[149] Im Mai 1867 ersuchte Liszt den österreichischen Kaiser um die Übertragung des Ritterstandes auf seinen Vetter Eduard Liszt.
- Am 29. Mai 1861 wurde er von Napoleon III. zum Kommandeur der Ehrenlegion ernannt.[150]
- 1871 erhielt er den Titel eines Königlichen Ungarischen Rates.
- 1881 wurde er Mitglied der Académie des Beaux-Arts in Paris.
- 1884: Auszeichnung mit dem Bayerischen Maximiliansorden für Wissenschaft und Kunst.
- 1885: Assoziiertes Mitglied der Académie royale des Sciences, des Lettres et des Beaux-Arts de Belgique  (Classe des Beaux-Arts)[151]
- Ehrenmitglied der Sängerschaft Leopoldina zu Breslau (heute Köln)
- Ehrenmitglied der Sängerschaft zu St. Pauli Jena

### Urteile von Zeitgenossen
Robert Schumann

„Diese Kraft, ein Publikum sich zu unterjochen, es zu heben, tragen und fallen zu lassen, mag wohl bei keinem Künstler, Paganini ausgenommen, in so hohem Grad anzutreffen sein. Am schwierigsten aber lässt sich über diese Kunst selbst sprechen. Es ist nicht mehr Klavierspiel dieser oder jener Art, sondern Aussprache eines kühnen Charakters überhaupt, dem, zu herrschen, zu siegen, das Geschick einmal statt gefährlichen Werkzeugs das friedliche der Kunst zugeteilt.“

Richard Wagner

„Du kamst in mein Leben als der größte Mensch, an den ich je die vertraute Freundesanrede richten durfte. Du trenntest Dich langsam von mir, vielleicht weil ich Dir nicht so vertraut geworden war als Du mir. […] So lebst Du in voller Schönheit vor mir und in mir, und wie über Gräber sind wir vermählt. Du warst der erste, der durch seine Liebe mich adelte. Zu einem zweiten, höheren Leben bin ich ihr nun vermählt und vermag, was ich nie allein vermocht hätte. So konntest Du mir alles werden, während ich Dir so wenig nur bleiben konnte: wie ungeheuer bin ich so gegen Dich im Vorteile!“

Maurice Ravel

„Welche Mängel in Liszts ganzem Werk sind uns denn so wichtig? Sind nicht genügend Stärken in dem tumultuösen, siedenden, ungeheuren und großartigen Chaos musikalischer Materie, aus dem mehrere Generationen berühmter Komponisten schöpften?“

### Würdigungen post mortem

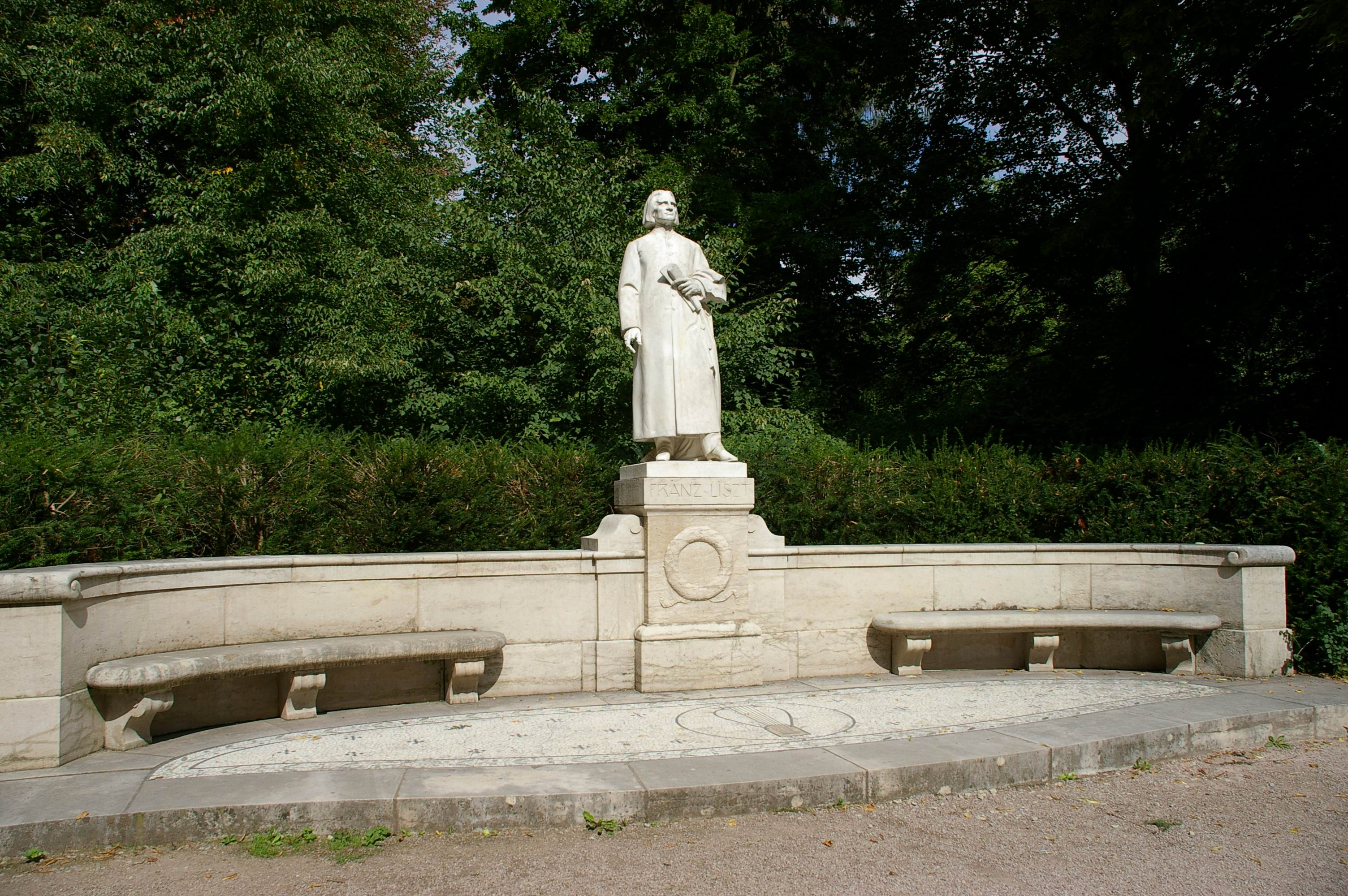
Liszt-Denkmal in Weimar

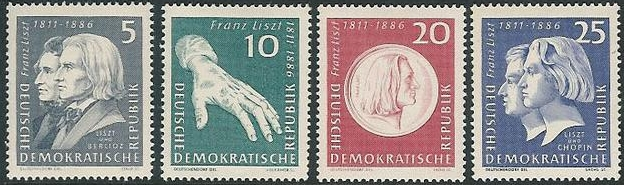
Briefmarkenausgabe der DDR 1961
zum 150. Geburtstag Liszts

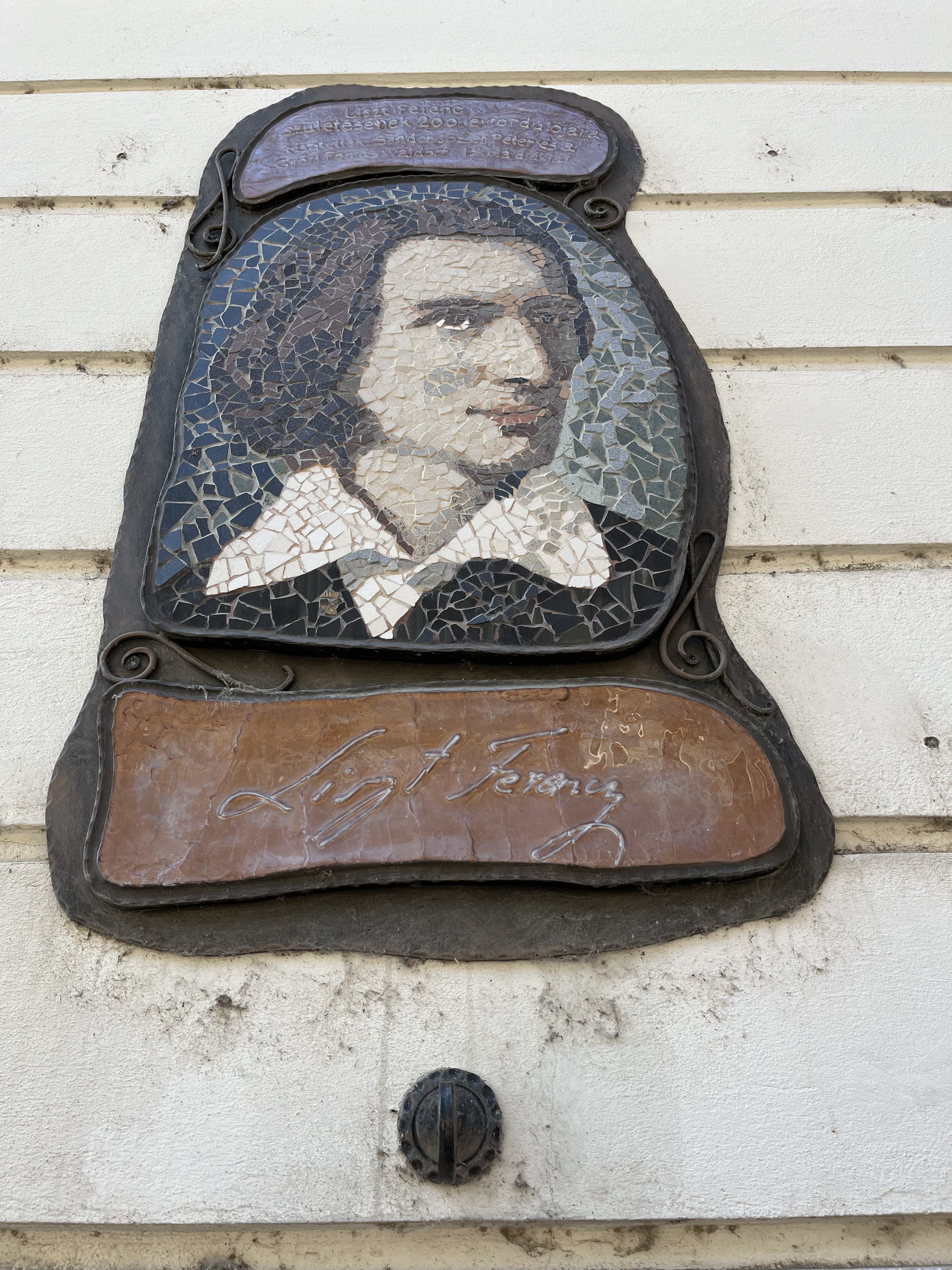
Gedenktafel in Győr

- Im Jahr 1911 wurde in Raiding im Franz-Liszt-Geburtshaus ein Museum zum Gedenken an ihn eröffnet.
- Im Jahr 1913 wurde in Wien-Landstraße (3. Bezirk) die Lisztstraße nach ihm benannt.
- Zu Franz Liszts Ehren wurde 1925 in Budapest die fünfzig Jahre zuvor durch seinen Einsatz entstandene Musikakademie, deren erster Präsident er war, nach ihm benannt, siehe Franz-Liszt-Musikakademie.
- Das Liszt-Denkmal in Eisenstadt wurde 1936 enthüllt.
- In Würdigung seines Schaffens richtete die 1956 nach Liszt benannte Hochschule für Musik Weimar zwei internationale Klavierwettbewerbe aus, den Internationalen Franz Liszt Klavierwettbewerb und den Internationalen Franz Liszt Wettbewerb für Junge Pianisten.[155][156]
- Seit 1961 trägt Mount Liszt auf der Alexander-I.-Insel in der Antarktis seinen Namen.
- Weitere Museen sind in Weimar, Budapest und Bayreuth eingerichtet worden, die über das Leben und Wirken von Franz Liszt informieren. In diesen und anderen Orten befinden sich auch Denkmale.
- Die von Liszt bewohnte Altenburg in Weimar beherbergt einen auf Anfrage geöffneten Liszt-Salon und eine Liszt-Ausstellung.[157]
- Seit dem Jahr 2006 wird in seinem Geburtsort Raiding im dafür neu errichteten Franz-Liszt-Konzerthaus viermal jährlich das Liszt-Festival abgehalten.[158]
- Im Liszt-Jahr 2011 ist am 8. Mai die Franz-Liszt-Gedächtnisorgel in der Katholischen Kirche Weimar eingeweiht worden;  Liszt war während seiner Weimarer Zeit regelmäßig in der damaligen Kapelle in der Marienstraße anzutreffen und begleitete auch „hin und wieder“ die Gottesdienste.[159] Den Bau der neuen katholischen Kirche in Weimar hatte Liszt mit veranlasst und dafür Mittel gespendet bzw. eingeworben. Eine weitere Liszt-Orgel gibt es in Denstedt bei Weimar[160], dort pflegt seit den 1980er-Jahren der Musiker Michael von Hintzenstern das musikalische Erbe von Franz Liszt.
- Im März 2011 wurde der Internationale Flughafen Budapest umbenannt in Flughafen Budapest Liszt Ferenc.
- 2011 ist zum 200. Geburtstag von Franz Liszt eine deutsche Silbergedenkmünze zu 10 Euro erschienen.
- 2012 wurde der Platz am Hauptbahnhof in Pressburg, der slowakischen Hauptstadt, nach Franz Liszt benannt.
- Wegen ihrer Kopfbehaarung, die seiner Frisur ähnelt, wurden die Lisztäffchen nach Franz Liszt benannt.
- Außerdem erhielt 1989 der Asteroid 3910 den Namen Liszt.[161]

Siehe auch: Franz-Liszt-Gedenkstätten

## Ausstellungen
- 2011: Franz Liszt. Ein Europäer in Weimar. Schillerhaus Weimar und Weimarer Stadtschloss
- 2017: Génie oblige. Liszt-Autographen aus dem Nachlass. Goethe- und Schiller-Archiv in Weimar
- seit 2022: Franz Liszt in der Fotographie seiner Zeit. Dauerausstellung im Steingraeber-Haus in Bayreuth.[162]

## Filme
- 1934: Abschiedswalzer (Alternativtitel: Abschiedswalzer. Zwei Frauen um Chopin), von Géza von Bolváry
- 1954: Ungarische Rhapsodie. (Alternativtitel: Franz Liszts große Liebe) von André Haguet, Peter Berneis
- 1955: Frauen um Richard Wagner. von William Dieterle
- 1960: Nur wenige sind auserwählt. von Charles Vidor, George Cukor
- 1970: Liebesträume (Szerelmi álmok - Liszt)[163]
- 1975: Lisztomania. von Ken Russell

## Aufnahmen
- Riko Fukuda, Tomias Koch. Chopin, Mendelssohn, Moscheles, Hiller, Liszt „Grand duo Œuvres pour duo de pianofortes“. Conrad Graf 1830, 1845, Hammerflügeln
- Pascal Mantin. Franz Liszt “Un Sospiro”. Erard 1880, Hammerflügel

## Bibliographien
- Charles Suttoni: Liszt Correspondence in Print. An Expanded, Annotated Bibliography. In: Journal of the American Liszt Society. 25 (1989).
- Barbara Meier: Franz Liszt. Rowohlt Verlag, Hamburg 2008, ISBN 978-3-499-50633-8.
- Michael Saffle: Franz Liszt. A Research and Information Guide. New York 2009, ISBN 978-0-415-99839-0.
- Klara Hamburger: Franz Liszt Leben und Werk. Böhlau Verlag, Köln 2010, ISBN 978-3-412-20581-2.

### Noten
- Noten und Audiodateien von Franz Liszt im International Music Score Library Project
- Gemeinfreie Noten von Franz Liszt in der Choral Public Domain Library – ChoralWiki (englisch)
- Werke von Franz Liszt beim Mutopia-Projekt
- Lied-Portal
- Digitalisierte musikalische Werke in der Bayerischen Staatsbibliothek

### Aufnahmen
- Hörproben und vollständige Stücke
- Piano Society – Liszt (Freie Aufnahmen)